# Camp Nou
Le Camp Nou ([ˈkam ˈnɔw], « nouveau terrain » en catalan), également appelé Spotify Camp Nou par contrat de nommage depuis 2022, est un stade de football, situé à Barcelone dans le district des Corts, en Espagne. Le FC Barcelone en est le club résident depuis son inauguration. Avec une capacité de 99 354 places (105 000 prévue après travaux à partir de 2026), le Camp Nou est le plus grand stade d'Europe. 
Le Camp Nou est construit en 1957 à Barcelone par les architectes Francesc Mitjans Miró, Josep Soteras Mauri et Lorenzo García Barbón, après une période particulièrement faste pour le FC Barcelone, symbolisé par les performances du Hongrois László Kubala. Il remplace le Camp de les Corts situé dans le même district. D'une capacité d'accueil initiale de 93 000 places, et après trois ans de travaux, il est inauguré le 24 septembre 1957 par une messe solennelle et par la bénédiction du stade par l'archevêque de Barcelone, Gregorio Modrego (es).
Dans les années qui suivent, le Camp Nou ne connaît que peu de changements, si ce n'est l'augmentation de sa capacité qui est portée à 120 000 places avant la Coupe du monde de 1982 et l'ouverture d'un musée du club en 1984. Outre les matchs du FC Barcelone, il est choisi comme cadre de manifestations religieuses comme lors de la visite du pape Jean-Paul II le 7 novembre 1982, mais surtout culturelles, avec divers concerts organisés notamment en 1988.
En 1993, 1994 puis en 1998, le stade connaît de nouveaux travaux de rénovation, qui lui permettent de répondre en particulier aux normes de sécurité instaurées par l'UEFA. La capacité du stade est ainsi diminuée jusqu'à atteindre 98 772 places.
En 2000, le FC Barcelone organise un vote pour changer le nom du stade. Le surnom le plus populaire Camp Nou est adopté comme nouveau nom officiel.
Le 15 mars 2022, il a été annoncé que le service de streaming musical Spotify avait conclu un accord avec le FC Barcelone pour acquérir les droits de dénomination du stade dans un accord d'une valeur de 250 millions d'euros. Le stade est rebaptisé Spotify Camp Nou en juillet 2022, après l'approbation de l'accord de parrainage avec Spotify par l'assemblée extraordinaire des membres délégués du FC Barcelona le 3 avril 2022.

## Repères historiques

### Stades antérieurs
Avant d'occuper le Camp Nou, le FC Barcelone connait plusieurs stades au fil des ans. Cela débute, le 8 décembre 1899, le Barça joue le premier match de son histoire dans le stade du Vélodrome de Bonanova contre une colonie anglaise, match qu’il perd par un but à zéro. Ce stade va être partagé avec d’autres équipes, par exemple avec le 
Catala, le premier grand rival du Barça. Le Catala reçoit l’autorisation de devenir propriétaire du stade, ce qui veut dire que le Barça doit trouver un autre terrain.

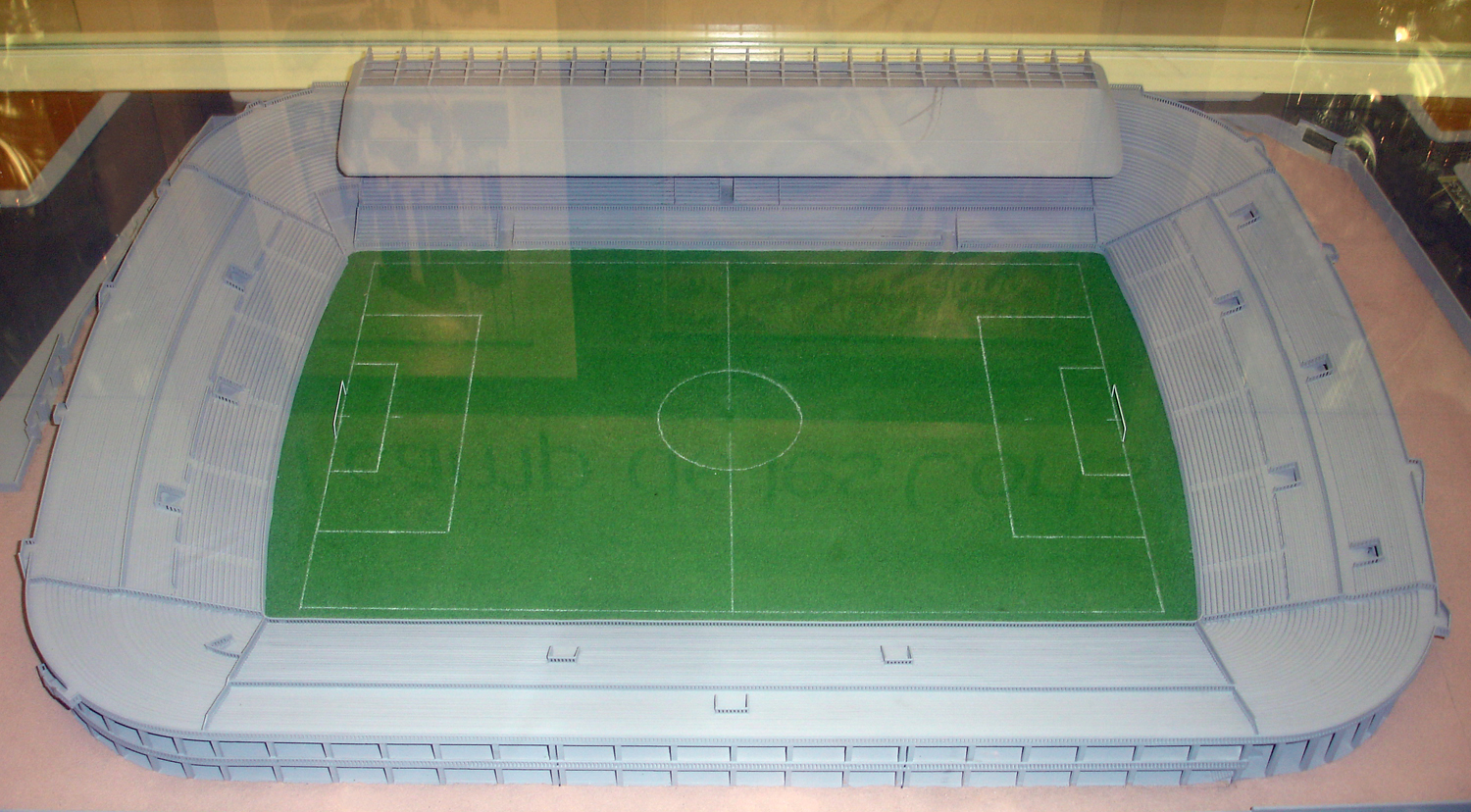
Stade de Les Corts, où le FC Barcelone évolue entre 1922 et 1957.

Il quitte donc ce stade, un an plus tard, le 18 novembre 1900, le FC Barcelone joue son premier match sur un terrain situé à côté de l’Hôtel Casanovas. Le résultat est de zéro à zéro contre l’Hispània Athletic Club (es). Selon les chroniques de ce match, 4 000 personnes ont assisté à cette rencontre.
Un an après, le Barça occupe le terrain de la route d’Horta. Le club y joue son premier match le 23 novembre 1901 contre l’équipage du croiseur britannique HMS Calliope. Le Barça gagne par quatre buts à zéro avec un premier but de Joan Gamper fondateur du club catalan. Par la suite, le Barça est forcé de quitter ce terrain par décision des propriétaires pour construire des bâtiments.
En 1905, le Barça occupe le terrain de la route de Muntaner puis en 1909, il emménage sur le terrain de la Place d’Armes. De ces années, le FC Barcelone va entreprendre la construction d'un grand stade. C'est ainsi que le club catalan va jouer son premier match sur son nouveau terrain, populairement connu sous le nom de « L'Escopidora ». Le terrain dispose d’une tribune à deux étages, ce qui est la fierté du FC Barcelone à l'époque, et ce stade a une capacité de 6 000 places. Il est également le premier stade en Espagne à être illuminé artificiellement.
Comme le stade de la route Industrielle est devenu trop petit pour accueillir les stars de l’époque telles que Samitier, Alcántara, Zamora, Sagi, Piera, Platko et Sancho, le Barça le quitte en 1922 pour le Camp de les Corts. Sa capacité initiale est de 30 000 spectateurs mais, à la suite de l'affluence massive des fans, le Barça agrandit la capacité du stade jusqu’à 60 000 places. Remplacé en 1957 par le Camp Nou, le stade des Corts sera détruit en 1966.

### Origines et construction
La construction du Camp Nou commence réellement à germer dans la tête des dirigeants catalans dans les années 1940. En effet, cette période est particulièrement faste pour le FC Barcelone, avec deux titres de champion d'Espagne en 1948 et 1949. De ce fait, ces succès amènent les dirigeants du club catalan à envisager la construction d'un nouveau stade offrant une capacité d'accueil plus importante.

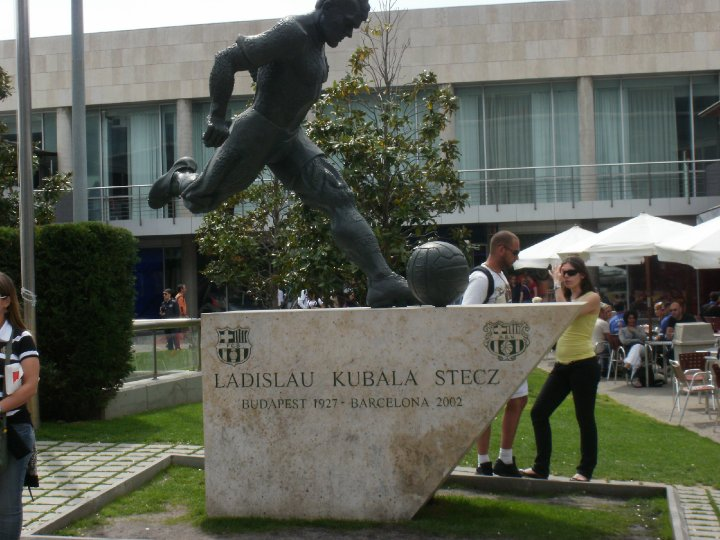
Statue à l'effigie de Kubala près du Camp Nou

En juin de l'année 1950, la signature de l'hongrois László Kubala, synonyme de période faste pour le Barça finit par convaincre les derniers réticents qui refusaient de changer de stade,[réf. incomplète].
Ainsi, fin 1950, le club achète les terrains où doit être construite cette nouvelle enceinte. Cependant, des mésententes avec les autorités sur la localisation du stade retardent le début des travaux. Il faut attendre le 28 mars 1954 pour que la première pierre du futur stade soit posée par le président Francesc Miró-Sans, acclamé par 60 000 supporters.
Le projet du nouveau stade est commandé aux architectes Francesc Mitjans Miró, cousin germain de Miró-Sans, et Josep Soteras Mauri, avec la collaboration de Lorenzo García Barbón. Plus d'un an plus tard, le 11 juillet 1955, le club adjuge les travaux à l'entreprise de construction INGAR SA, qui présente un devis de 66 620 000 de pesetas et un délai d'exécution de 18 mois. Toutefois, le coût total des travaux dépasse largement la somme mentionnée, atteignant 288 millions de pesetas, une somme qui a dû être supportée en partie avec les successives émissions d'obligations hypothécaires (100 millions de pesetas) et de bons de caisse (60 millions de pesetas). Cette mesure permet de financer la construction du stade, mais au détriment de l'endettement du club pendant quelques années.
Sa construction s'étale sur plus de trois ans. Sa capacité d'accueil atteint initialement les 93 000 places.

### Nom
Dans l'esprit des supporters le stade aurait dû porter le nom de Joan Gamper, joueur suisse fondateur et ancien président du club. Mais les autorités franquistes s'y opposèrent, celui-ci, un protestant, ayant été un partisan du catalanisme et un opposant notoire à la dictature et s'étant suicidé en 1930. Le stade est donc officiellement nommé Estadio del Club de Fútbol Barcelona (stade du Club de football de Barcelone), mais surnommé Camp Nou (nouveau terrain), pour le distinguer de l'ancien Camp de les Corts.
Confirmé par un vote des socios en 1965, le nom est catalanisé en 1973 en Estadi del FC Barcelona. En 2001, après une nouvelle consultation organisée par le club, préféré au nom précédent et à Estadi Joan Gamper, Camp Nou devient le nom officiel de l'édifice.

### Inauguration

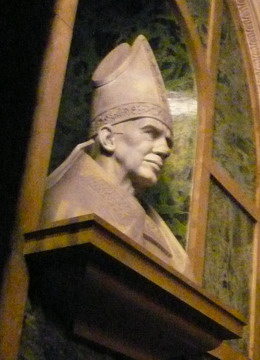
Monseigneur Gregorio Modrego, archevêque de Barcelone bénit le stade lors de son inauguration.

La date prévue pour l'inauguration du stade est le 24 septembre 1957. Pour réaliser une cérémonie, une commission organisatrice de l'inauguration a été constituée, présidée par deux personnes : Aleix Buxeres et Nicolau Casaus. Le samedi 21 septembre, José María de Cossío, membre de la Royale Académie Espagnole, a prononcé dans le Salon des Chroniques de la Mairie de Barcelone, le discours qui ouvre officiellement les fêtes de l'inauguration des nouvelles installations. De même, pendant ce week-end de septembre, sur le terrain de Les Corts et au Palais Municipal des Sports s'est disputée une série de matchs internationaux dont les protagonistes ont été les différentes sections du club. Dans la foulée, le poète Josep M. de Sagarra écrit un sonnet intitulé « Azul Grana », et crée un hymne dans le stade du FC Barcelone, avec des paroles de Josep Badia et une musique d'Adolf Cabané.
Le jour de la Mercè (24 septembre) de 1957, Barcelone se réveille garnie des couleurs Blaugranas. Les actes d'inauguration commencent par une messe solennelle et par la bénédiction du stade par l'archevêque de Barcelone, Monseigneur Gregorio Modrego. Tout de suite après, l'Orfeó Graciense chante l'« Alléluia » de Händel et l'image de la Vierge de Montserrat est intronisée. De nombreuses personnalités du monde politique et du sport soutiennent le président Francesc Miró-Sans, comme José Solís Ruiz, ministre secrétaire général du Mouvement, de qui dépendait la politique sportive officielle à cette époque ; José Antonio Elola Olaso, chef de la Délégation Nationale des Sports ; Felipe Acedo, gouverneur civil de la province de Barcelone, et Josep M. de Porcioles, maire de Barcelone.
Devant plus de 90 000 spectateurs qui remplissent les gradins d'un Camp Nou qui n'est cependant pas encore achevé, commence à défiler sur le terrain de jeu des représentants des clubs catalans de football, ainsi que des membres des sections du club, des peñas barcelonistes et des différentes équipes du club. Ensuite, est interprété l'« Hymne au Stade » et à quatre heures et demie de l'après-midi commence le match inaugural. Le FC Barcelone est opposé au club polonais de Varsovie. La première équipe barceloniste du nouveau stade est : Ramallets, Olivella, Brugué, Segarra, Vergés, Enric Gensana, Estanislao Basora, Villaverde, Martínez, László Kubala et Justo Tejada. En deuxième mi-temps, le onze barceloniste change avec l'entrée en jeu de Gràcia, Flotats, Bosch, Hermes, Ribelles, Sampedro et Evaristo. Le match s'achève sur un score de quatre buts à deux en faveur du FC Barcelone, avec des buts d'Eulogio Martínez (qui, à la 11e minute, a marqué le premier but du Camp Nou), Tejada, Sampedro et Evaristo. Pendant la mi-temps, 1 500 personnes sous la direction du Regroupement Culturel Folklorique de Barcelone, ont dansé une immense sardane et 10 000 colombes ont été libérées.

### Aménagements et accueil d'événements majeurs

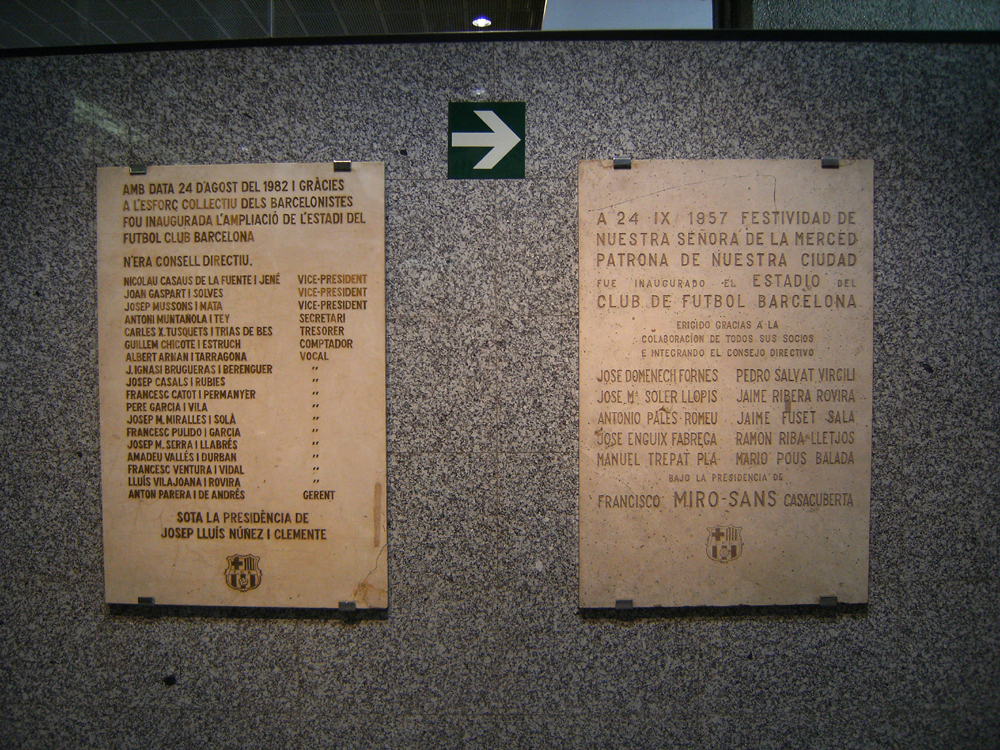
Plaques commémoratives de la construction et de la rénovation du Camp Nou en 1982.

À la suite de sa construction, le stade accueille les matchs à domicile du FC Barcelone, mais également de nombreux événements sportifs. Trois finales de coupes d'Europe de football y sont disputées, celle de la Coupe des villes de foires en 1964, et deux de la Coupe des vainqueurs de coupe en 1972 et 1982. En 1964, le Camp Nou est également le cadre de deux matchs de la phase finale de l'Euro, une demi-finale et le match pour la troisième place.
L'attribution de l'organisation de la Coupe du monde 1982 à l'Espagne est à l'origine d'une rénovation du stade. La principale modification est une augmentation de la capacité d'accueil, portée après travaux à 115 000 places. Des salons, une salle de presse et de nouveaux tableaux d'affichage. Le Camp Nou accueille cinq matchs de la compétition, en particulier le match d'ouverture Argentine - Belgique (0-1) et la demi-finale Italie - Pologne (2-0).
Les années qui suivent, le Camp Nou ne connaît que peu de changements, si ce n'est l'ouverture d'un musée du club en 1984. Outre les matchs du FC Barcelone, il est choisi comme cadre de manifestations religieuses (visite du pape Jean-Paul II le 7 novembre 1982), mais surtout culturelles, avec divers concerts organisés notamment en 1988. En 1989, il accueille sa première finale de Coupe d'Europe des clubs champions gagnée par le Milan AC devant le FC Steaua Bucarest. Enfin, le Camp Nou fait partie en 1992 du dispositif d'accueil des compétitions des Jeux olympiques de 1992, de nombreux matchs de football y étant disputés, en particulier la finale de l'épreuve.
En 1993-1994, puis en 1998, le stade connaît de nouveaux travaux de rénovation, qui lui permettent en particulier de répondre aux normes de sécurité instaurées par l'UEFA. La capacité du stade est ainsi diminuée jusqu'à atteindre 98 772 places. Le 26 mai 1999, le Camp Nou accueille la finale de la Ligue des champions gagnée sur le fil par Manchester United devant le Bayern Munich.

### Projets de rénovation et d'agrandissement (2022-2025)
En septembre 2007, lors des cérémonies du cinquantenaire du stade, la rénovation et l'agrandissement du Camp Nou est annoncée. Confiés à l'architecte britannique Norman Foster, ces travaux doivent porter la capacité du stade à 106 000 places. Le projet induit la construction d'une coquille externe composée de tuiles multicolores, inspiration que l'architecte britannique attribue aux mosaïques d’Antoni Gaudí. La façade du stade doit être éclairée de blaugrana (bleu et grenat), les couleurs du club, et de sang et or, les couleurs de la Catalogne. Le stade doit voir enfin sa capacité augmentée de 10 000 places supplémentaires. Les travaux de construction devaient commencer en 2010 pour s'achever au début de la saison 2012-2013, pour un coût estimé à 250 millions d’euros.
Le nouveau président du FC Barcelone Sandro Rosell, élu en 2010, a annoncé que ce projet serait abandonné et qu'il se contenterait de l'ajout d'un toit afin de mettre à l'abri les places du stade qui ne sont pas encore couvertes.
En septembre 2012, Sandro Rosell ouvre le débat avec les abonnés du club sur la question de l'avenir du stade : faut-il réformer le Camp Nou ou construire un nouveau stade à la pointe de la modernité ? Le 20 janvier 2014, Sandro Rosell présente lors d'une conférence de presse le projet Espai Barça de rénovation complète du Camp Nou dont toutes les places seraient couvertes et atteindrait une capacité pour 105 000 spectateurs. Selon Sandro Rosell, il s'agit en fait d'un nouveau stade qui serait construit à la même place que le Camp Nou actuel, en vidant progressivement les éléments actuels et n'en conservant que la structure. Ce projet dont le coût s'élève à 600 M€ est approuvé avec plus de 70 % des voix. Les travaux auraient dû avoir lieu en 2018. Cependant face aux difficultés financières et au nouveau président club, Joan Laporta, le club a dû revoir sa copie. Le montant du projet augmente cependant de façon considérable. Le club prévoit de demander un prêt pouvant aller jusqu'à 1,5 milliard d'euros. Le financement sera sur 35 ans.
Les travaux du Camp Nou débutent en juin 2023 avec un achèvement programmé normalement le 10 août 2025.

## Structure et équipements
En plus de son terrain et de ses tribunes, le stade bénéficie de nombreux aménagements à ses extérieurs comme en son cœur.
En 1999, le Camp Nou est certifié « Stade cinq étoiles » par l'UEFA, label qui garantit le respect de nombreuses règles de sécurité et de confort pour les spectateurs. Ce statut lui confère le droit d'accueillir une finale de Ligue des champions, comme cela s'est produit en 1999, année de la certification du stade.

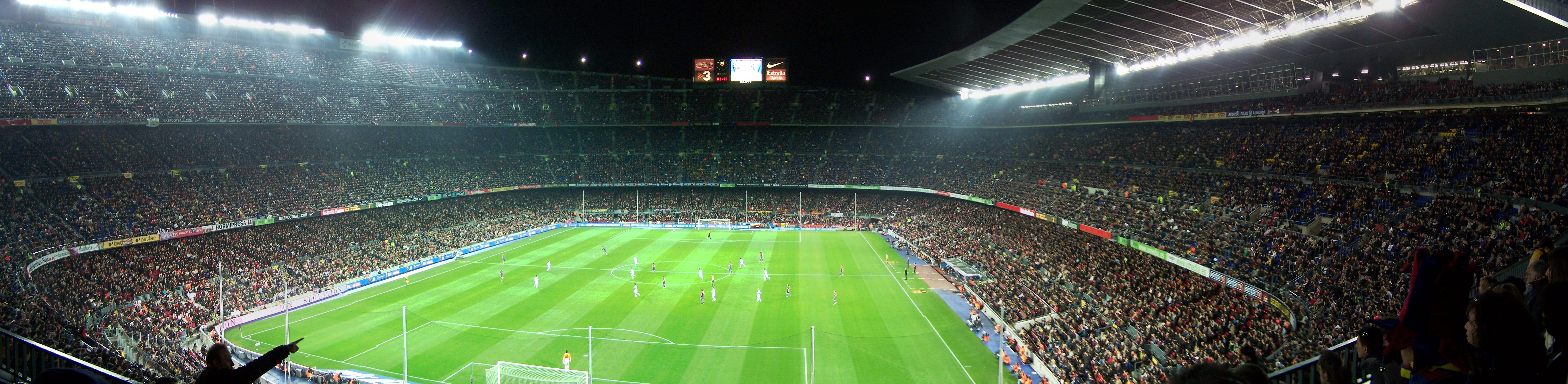
Vue panoramique du Camp Nou

### Architecture et description générale
La construction du Camp Nou, est l'œuvre des architectes catalans Francesc Mitjans Miró, Josep Soteras Mauri et Lorenzo García Barbón,.
La qualité de sa réalisation et de ses remodelages successifs effectués, par exemple pour la Coupe du monde 1982, où sa capacité a atteint 120 000 spectateurs, ou en 1999, où sa capacité est réduite à 98 125 places assisses, permet à ce stade d’être particulièrement durable dans le temps.

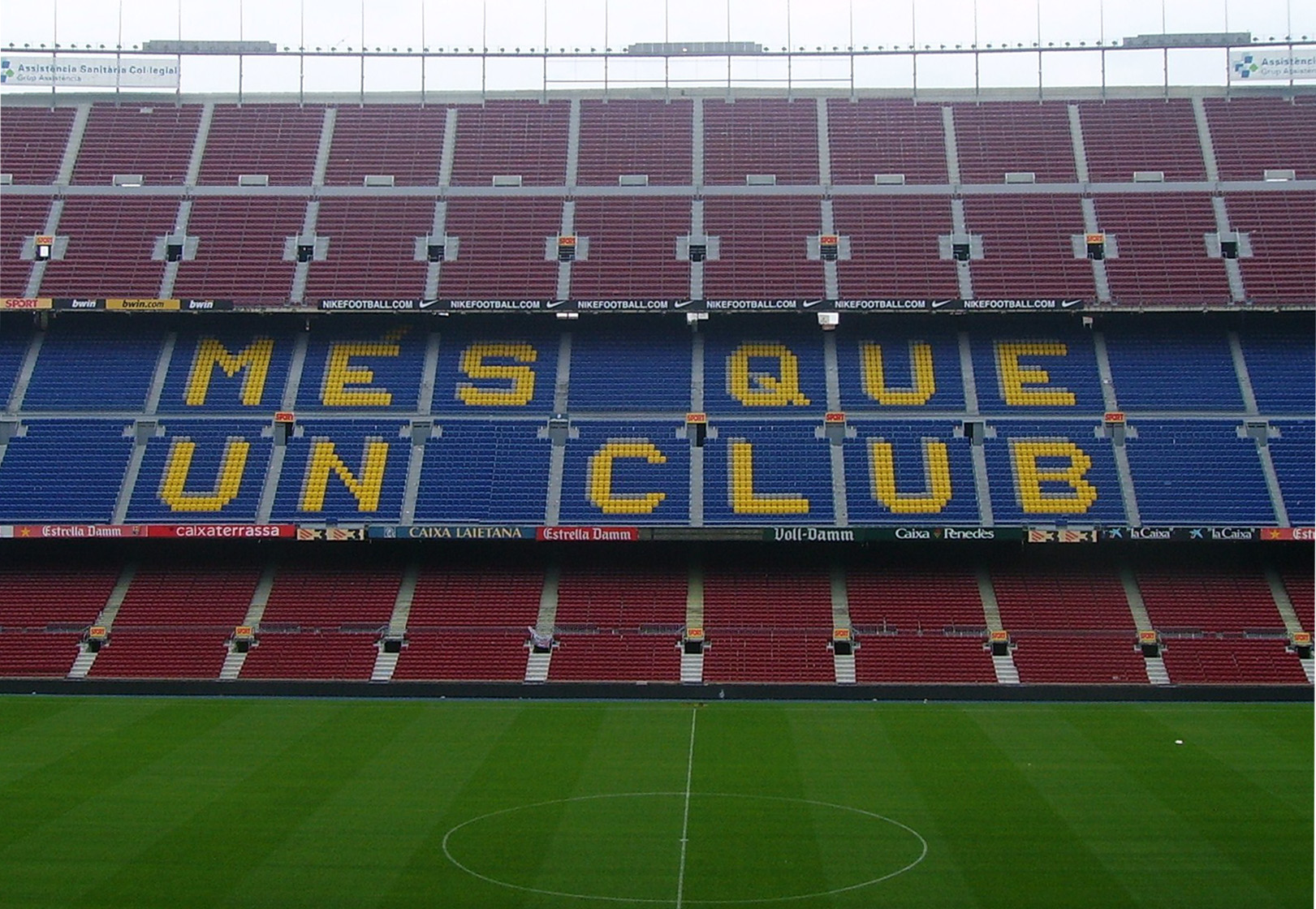
Més que un club

Le stade, de forme ovoïde, compte trois niveaux de gradins de couleurs bleue et rouge, sur lesquels on lit l'inscription « Més que un club » (« Plus qu'un club » en catalan), devise du club barcelonais. Il est à ciel ouvert sur sa majeure partie. Un toit couvre la tribune des loges présidentielles et des officiels, qui représente 41 % de la surface des gradins. Le stade couvre une surface totale de 55 000 mètres carrés, soit 250 mètres de long sur 220 mètres de large.

### Terrain de jeu
De 1957 à 1998, la pelouse, de 110 mètres de long sur 72 mètres de large, était la plus grande d'Espagne. Depuis 1998, elle mesure 105 mètres sur 68 mètres, comme tous les autres stades aux normes de l'UEFA. Depuis 1994, elle est plus basse que le niveau du sol aux alentours (en l'occurrence à -2,5 mètres), ce qui permet de diminuer la hauteur extérieure des tribunes.

### Capacité
Lors de son inauguration, le stade peut accueillir 93 000 spectateurs. Une extension, inaugurée le 13 juin 1982, porte la capacité à 115 000 spectateurs. Après les drames des années 1980 au Heysel et à Sheffield, la capacité du Camp Nou est réduite à 98 772 places.
Le Camp Nou est équipé de deux écrans géants, disposés en haut des tribunes latérales du stade, qui permettent de diffuser à l'ensemble des spectateurs des informations aussi bien à caractère publicitaire qu'informatif (liste des joueurs, nom du buteur). La tribune de presse permet aussi d'accueillir un grand nombre de journalistes (282).
Depuis le 4 janvier 2012, le Camp Nou est une enceinte entièrement non fumeur. Cette interdiction, une première pour un stade espagnol (et quasiment une première dans le monde, à l'exception des stades anglais où cette interdiction est en vigueur), a été prise par la direction du club après consultation par vote auprès des socios en septembre 2011 (538 personnes ont voté pour, 89 contre, et 38 se sont abstenues).

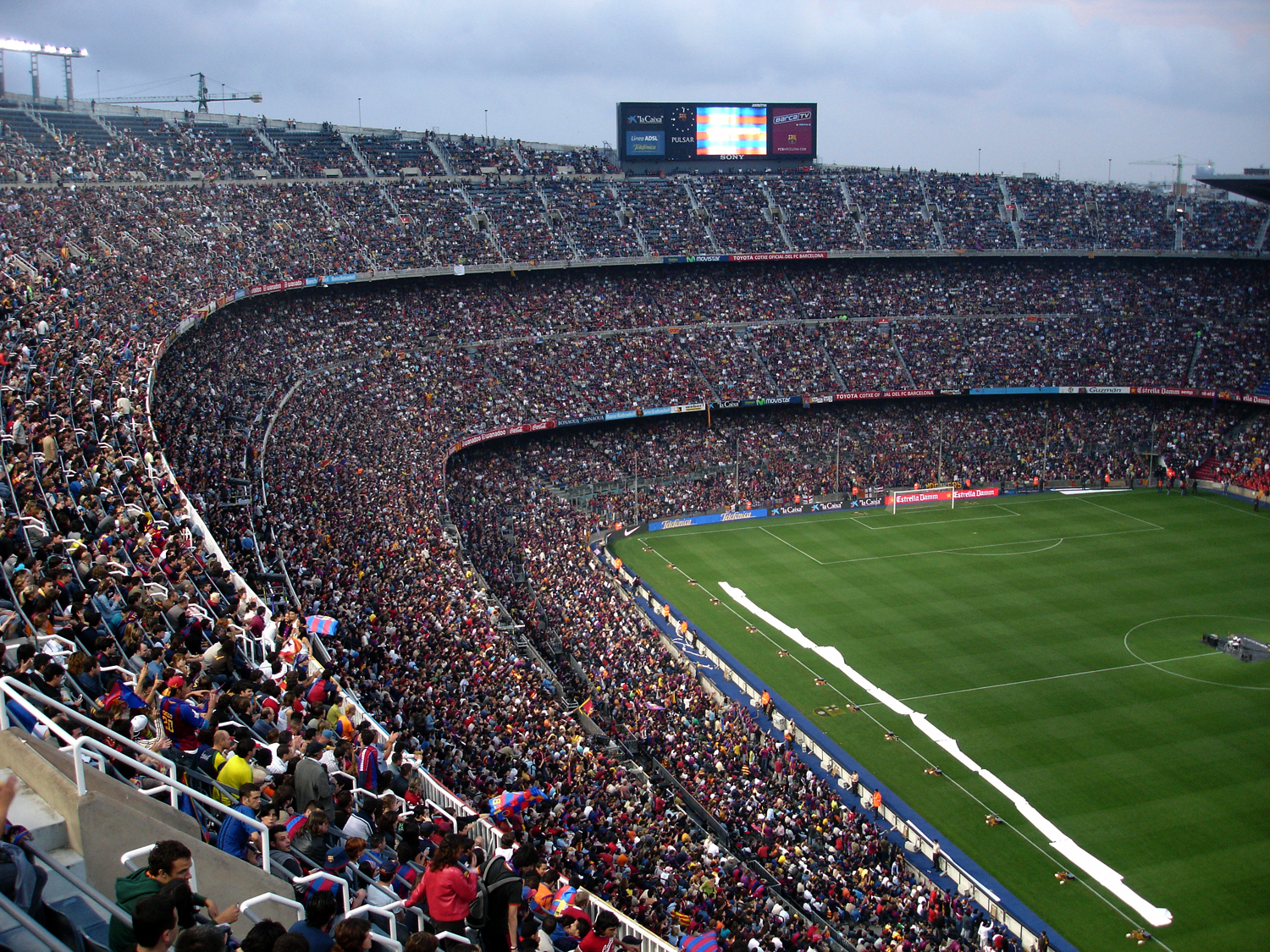
Un des deux écrans géants du stade
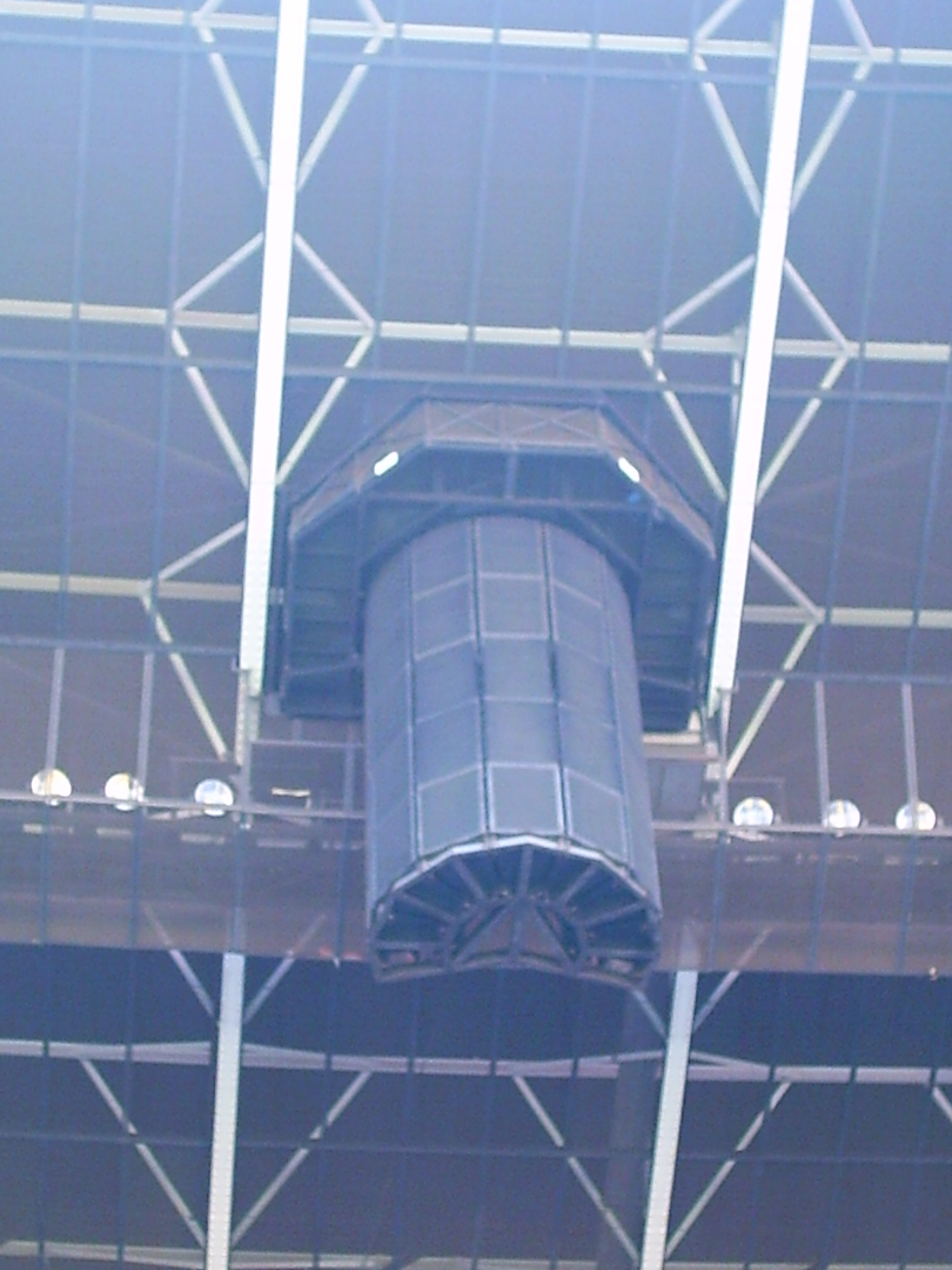
Haut-parleur principal sous le toit
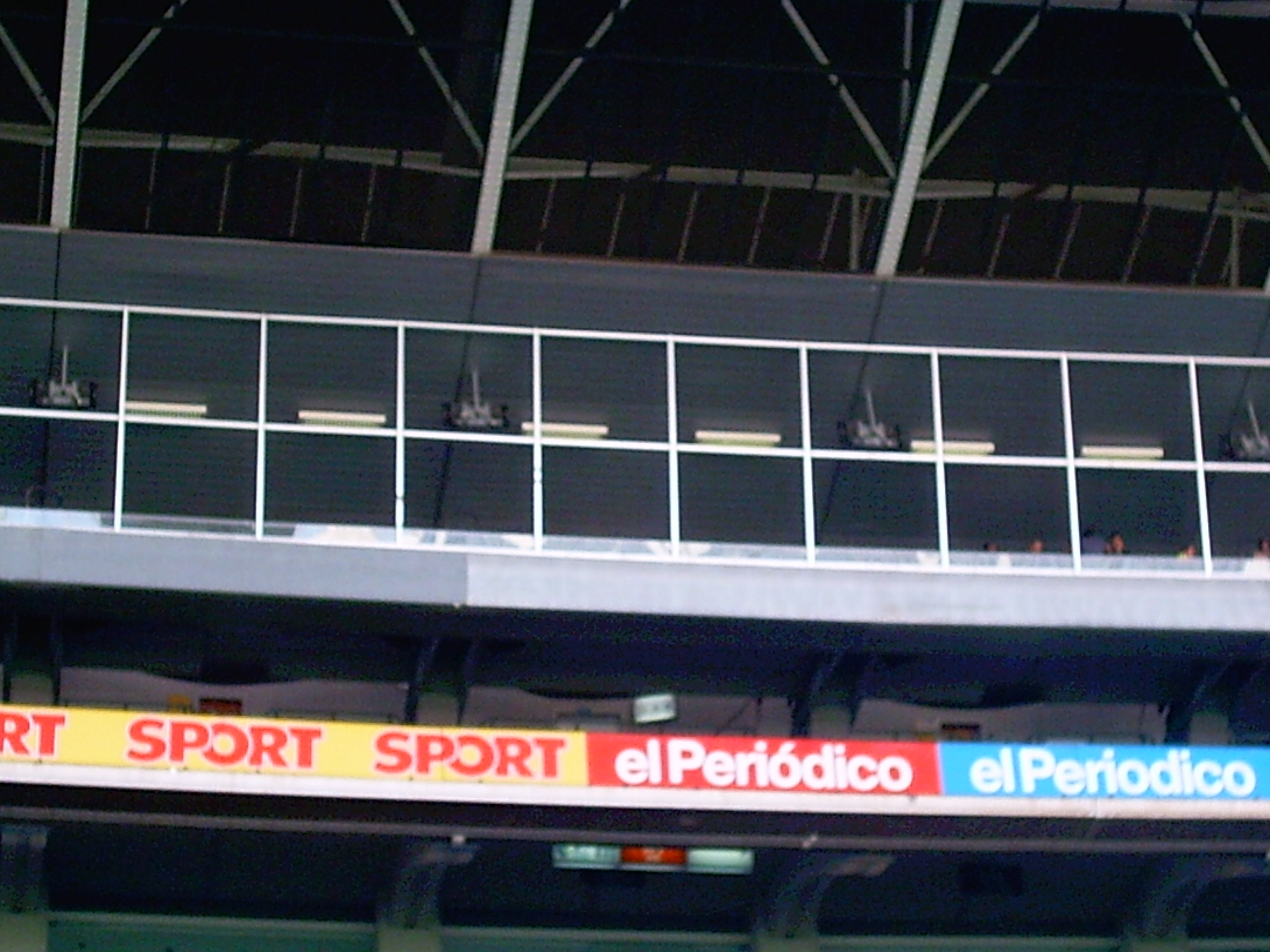
Tribune de presse
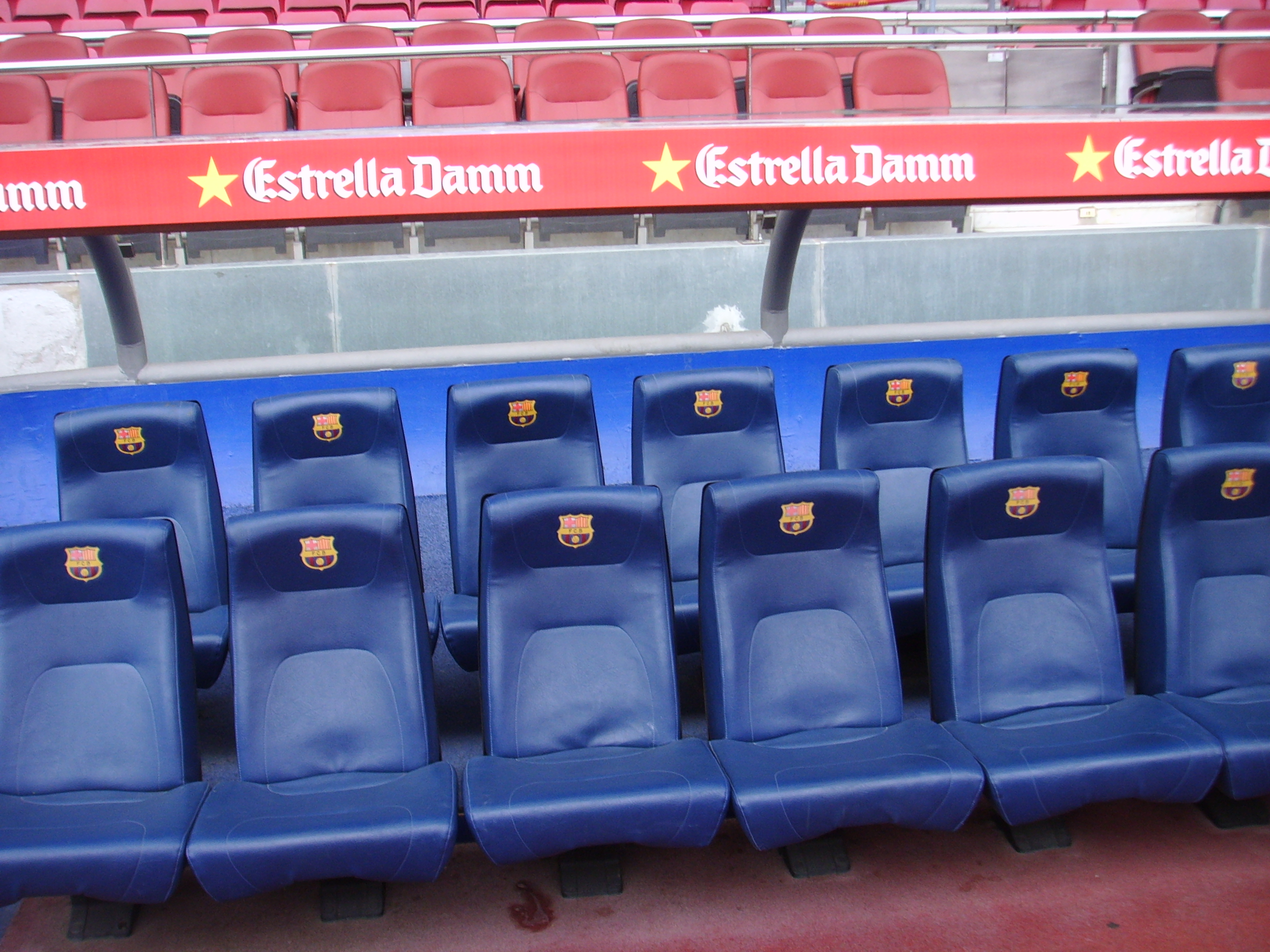
Banc de touche
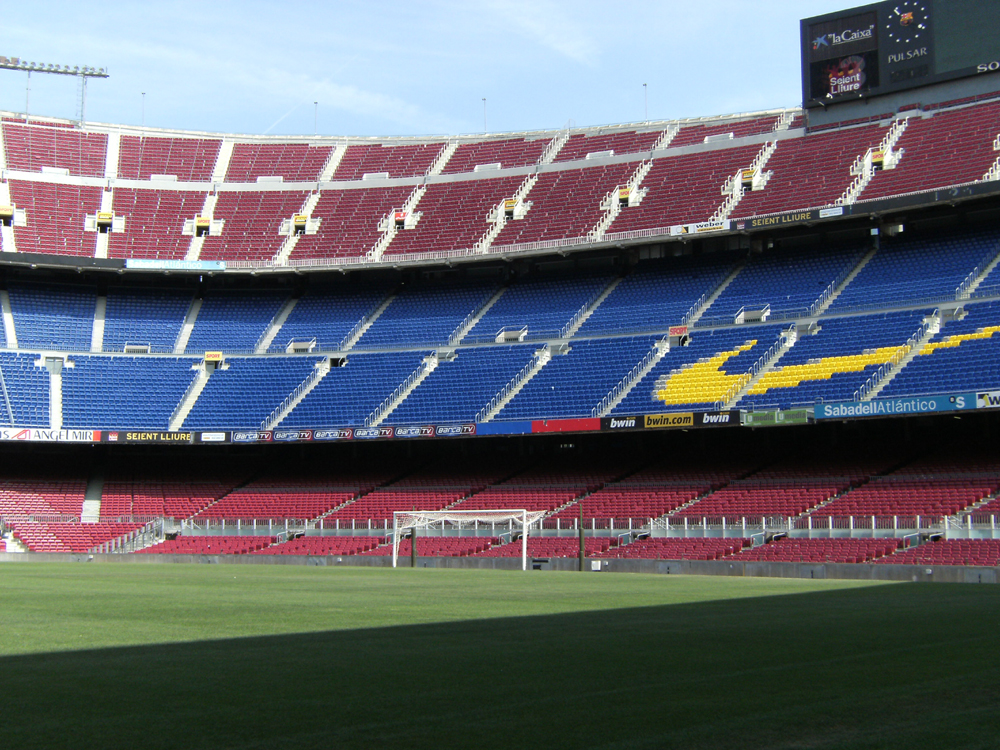
Tribune sud vue depuis le terrain
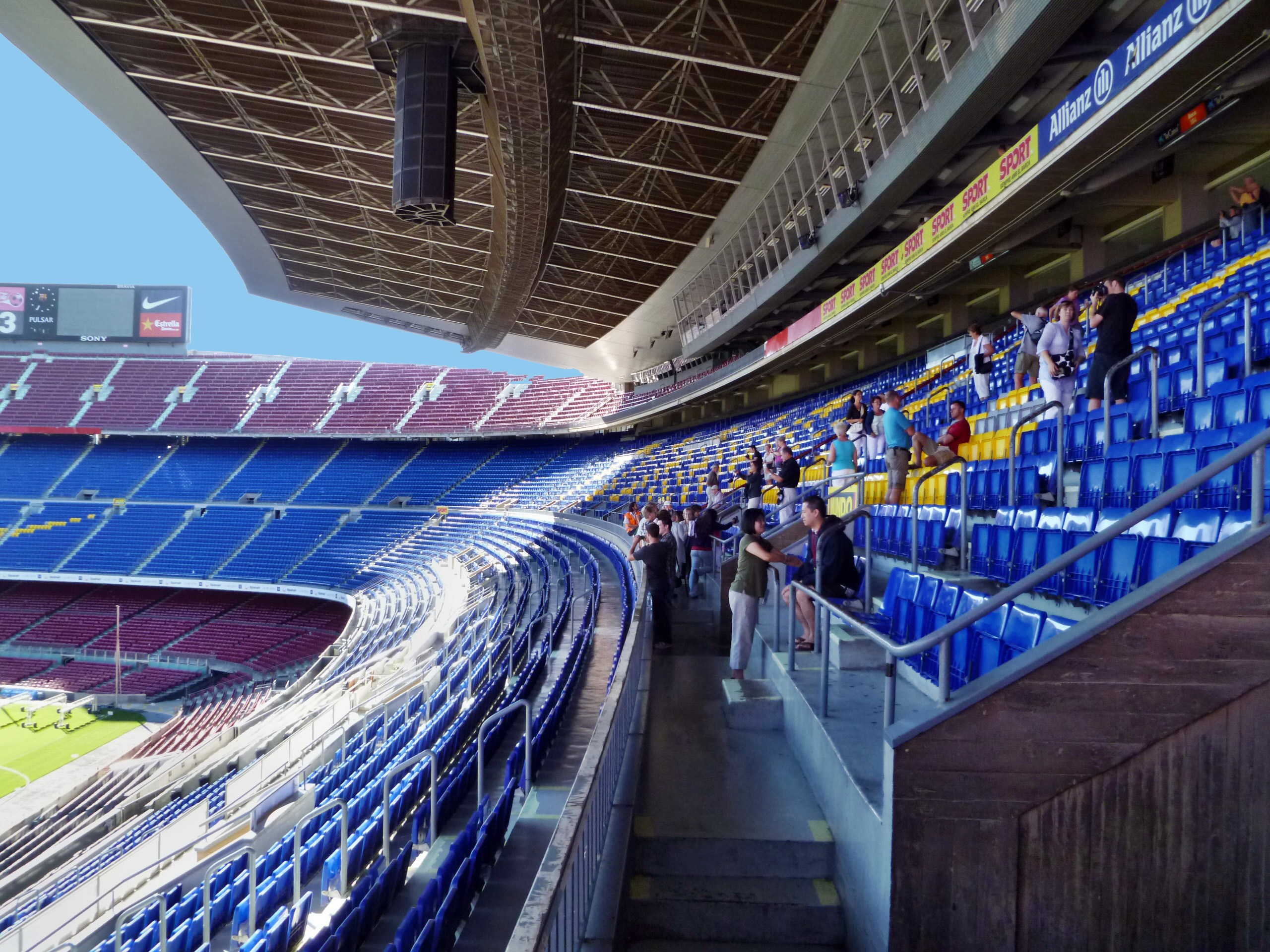
La tribune présidentielle
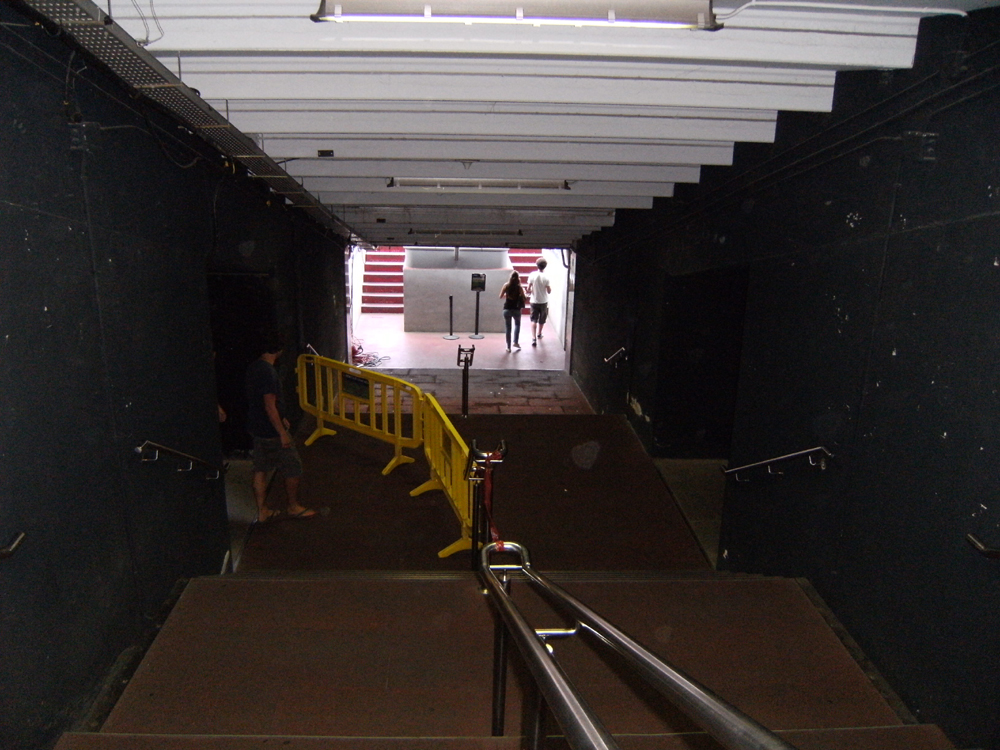
Tunnel d'entrée des joueurs
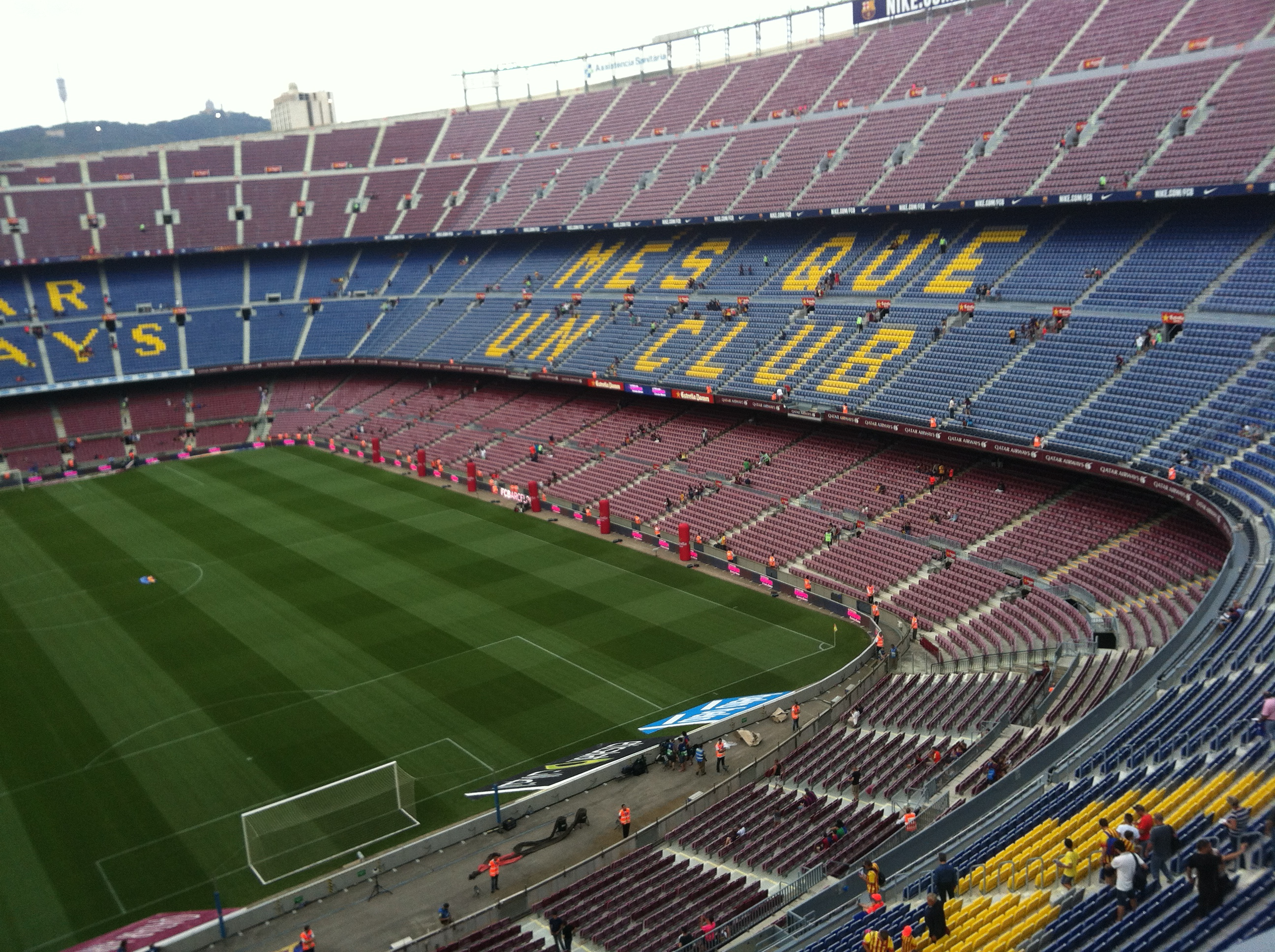
Tribune avec la devise du club
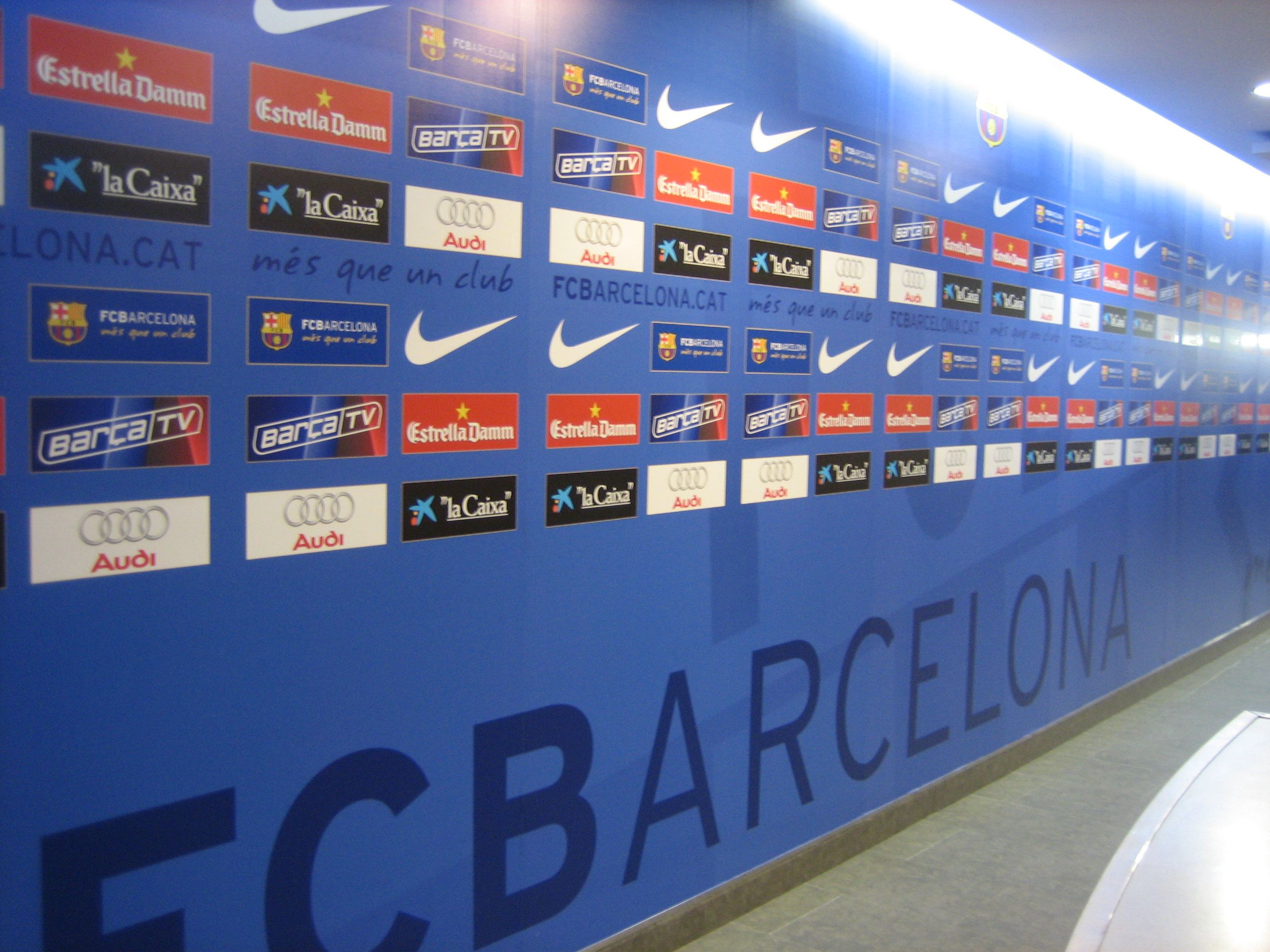
L'espace entretien
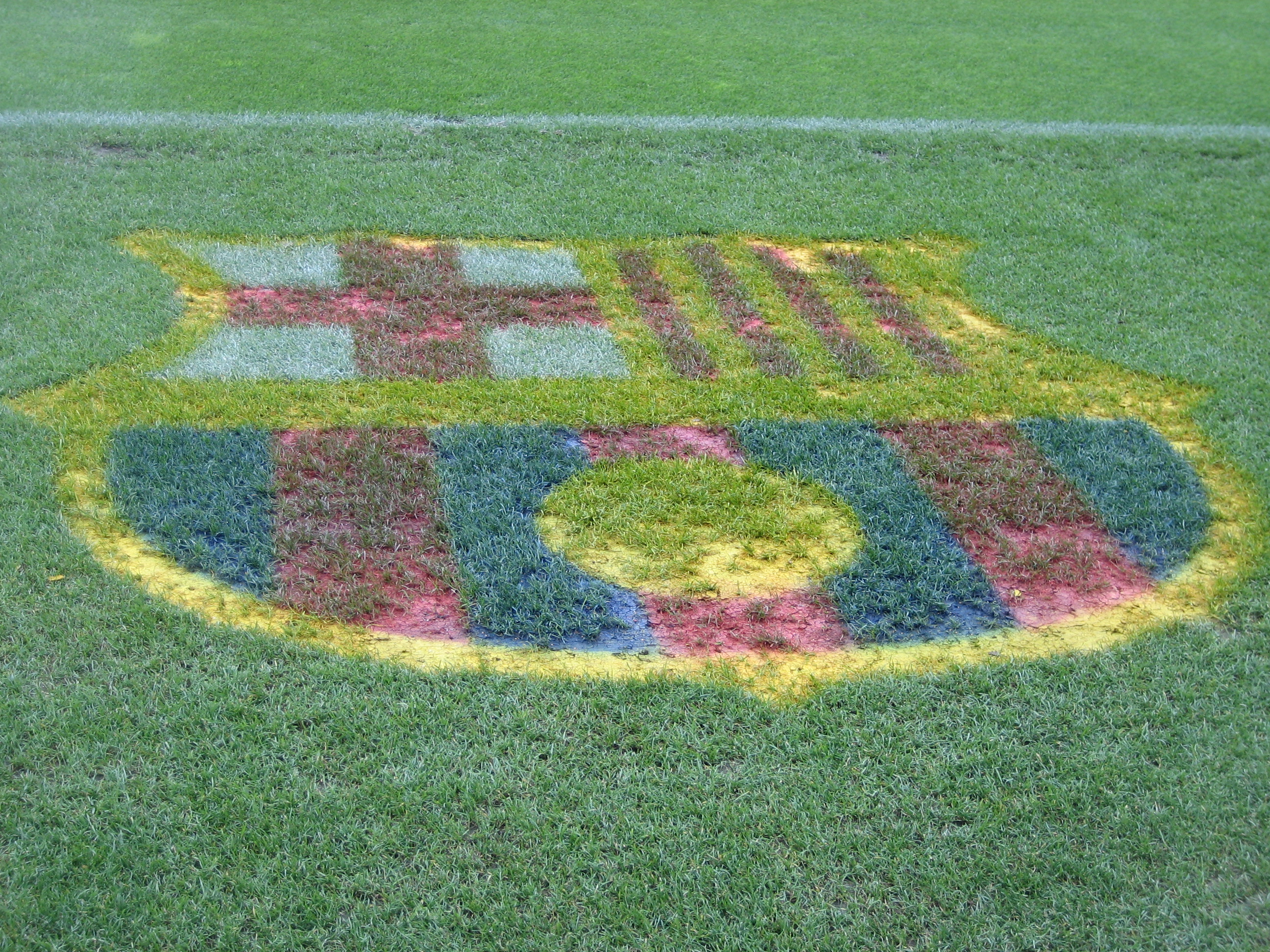
Logo du Barça sur le terrain de jeu

### Tribunes

#### Tribune de presse
Située sur le troisième gradin de tribune du Camp Nou, la tribune de presse offre une vision optimale du terrain de jeu, cette installation est l'une des plus modernes et grandes que l'on puisse trouver dans un stade de football non seulement en Europe, mais aussi dans le monde entier.
Cet espace compte un total de 192 pupitres de presse, deux studios de télévision et 28 cabines de radio. La tribune de presse est équipée d'une technologie sans fil (wi-fi) restreinte aux médias et avec différents écrans de plasma qui permettent de voir les matchs en direct et les répétitions des actions. Elle compte également les branchements électriques pour que les médias puissent connecter leurs ordinateurs et autres équipements.

### Aménagements intérieurs

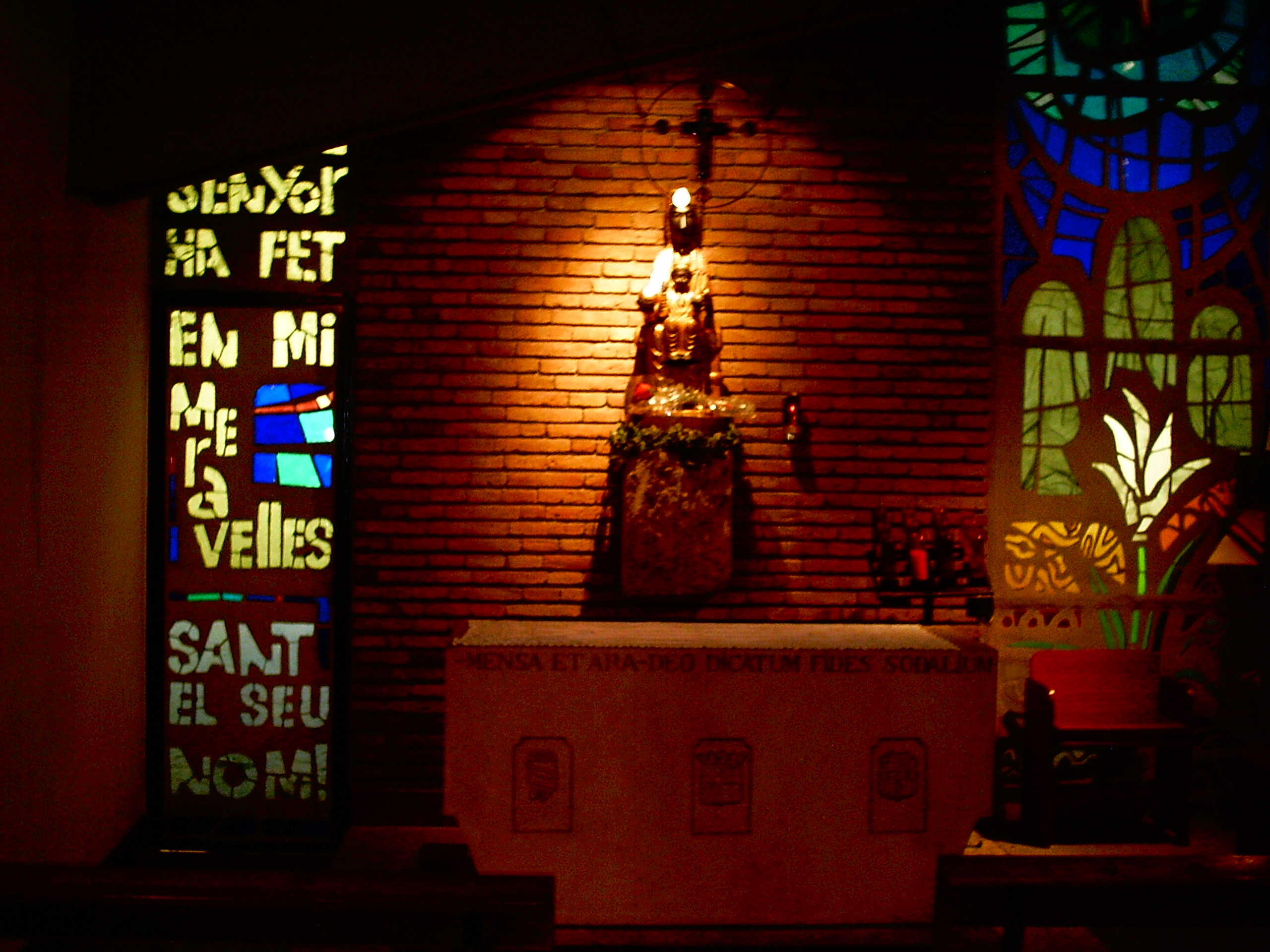
Chapelle du Camp Nou.

Les tribunes du Camp Nou sont agrémentées de divers aménagements. Le stade est doté d'une loge présidentielle, de salons VIP, de salles de presse, de plusieurs studios de télévision, d'un centre de médecine sportive, d'un centre de contrôle et de sécurité, d'une zone réservée aux anciens joueurs du club, et des bureaux des différentes sections sportives du club[source secondaire souhaitée].
Une chapelle est également située peu avant l'entrée sur le terrain, permettant aux joueurs de se recueillir avant les match[source secondaire souhaitée]s. Les espaces-presses pour les conférences et interviews d'après-match sont situés avant l'accès aux vestiaires des joueurs.

#### Musée

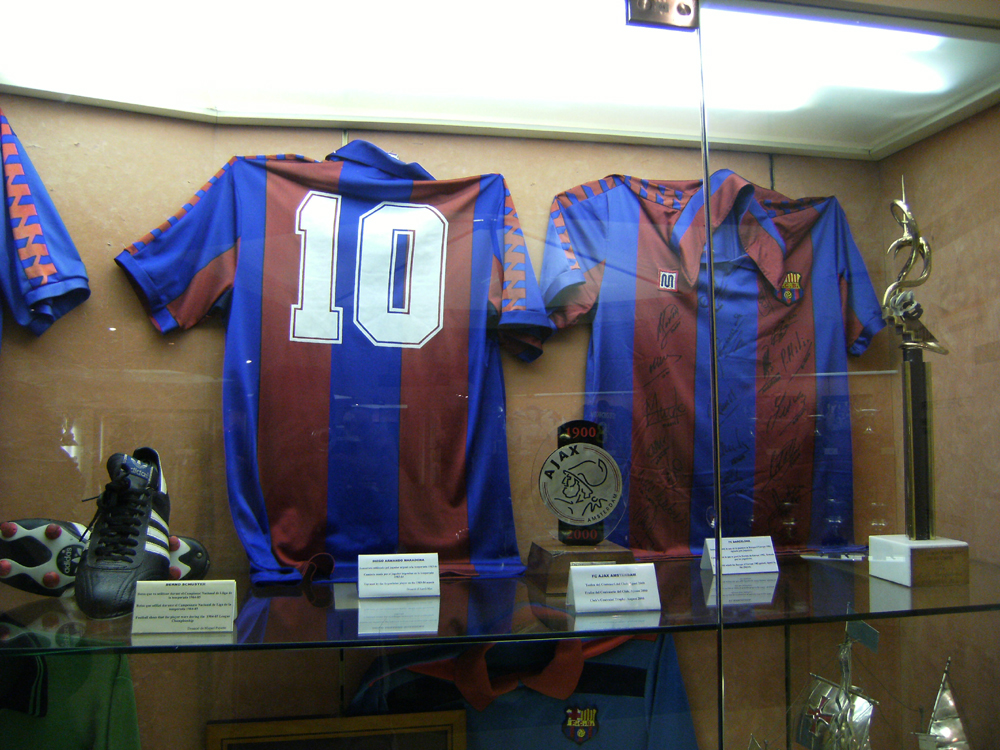
Maillot porté par Diego Maradona exposé au public.

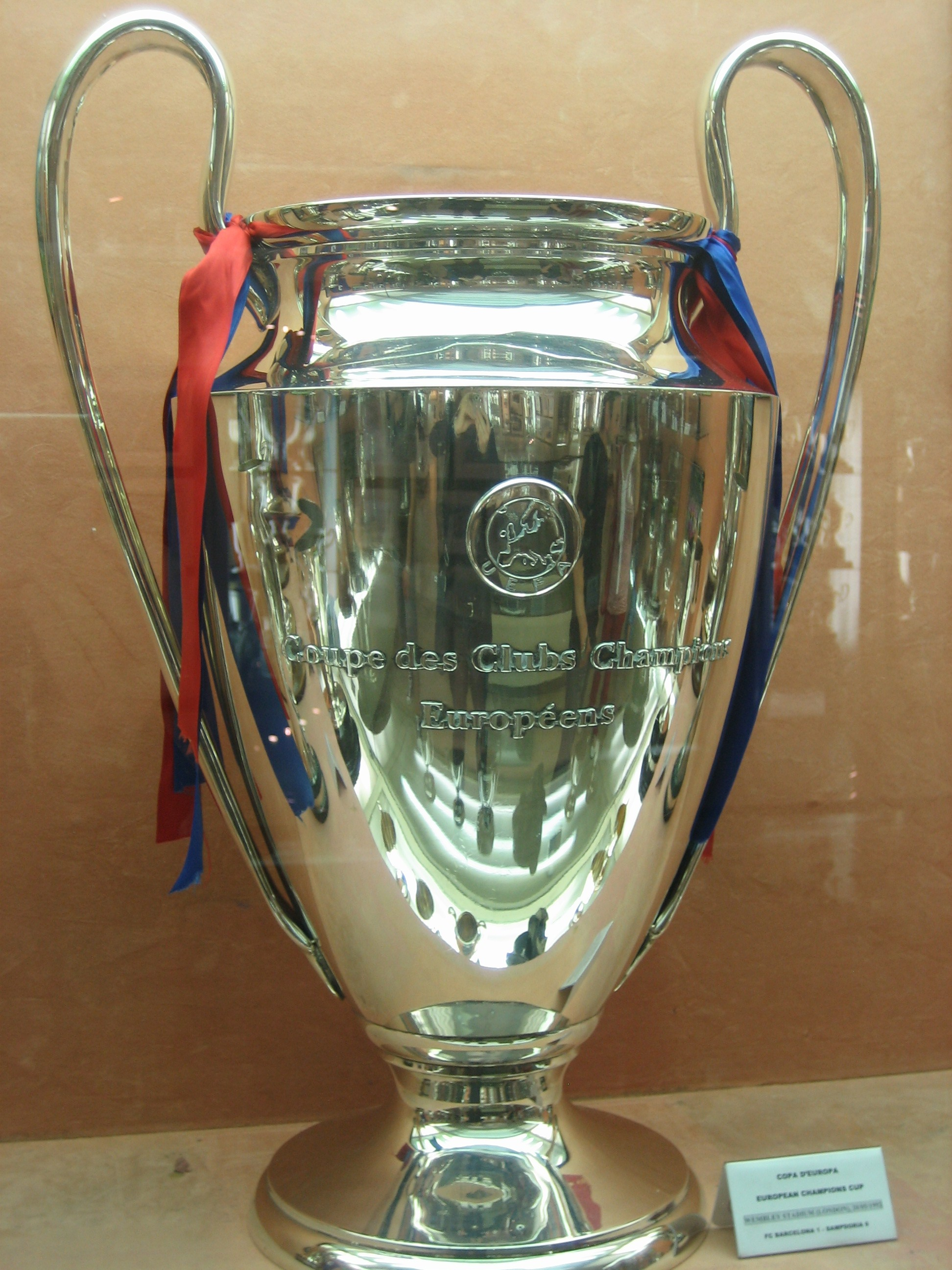
La coupe de l'une des Ligues des champions remportées par le Barça

En 1984, un musée consacré au FC Barcelone et à son histoire ouvre ses portes au Camp Nou. Il est rebaptisé en 2000 « Musée Président Núñez » à l'initiative de Joan Gaspart, en hommage à son prédécesseur Josep Lluís Núñez, président du club entre 1978 et 2000 et à l'origine de la création du musée.
Sur une superficie supérieure à 3 500 mètres carrés, y sont exposés les trophées remportés par les différentes sections du club, de nombreux maillots et chaussures portés par les anciens joueurs du club, et y est expliquée l'histoire du FC Barcelone. De nombreux objets liés à l'histoire du Barça y sont montrés au public, y compris des œuvres de Salvador Dalí, Joan Miró, Antoni Tàpies, José Segrelles ou Josep Maria Subirachs sur le thème du sport. Une zone multimédia est également présente, avec de nombreux documents audio et vidéo présentant les personnages et les moments-clés de l'histoire du club. Le musée possède aussi son centre documentaire, archives de presses du club et d'autres documents. Il permet en outre la consultation de très nombreuses photographies.
Le musée du FC Barcelone est le musée le plus visité de la ville, avec plus de 1,2 million de visiteurs par an.

#### Tourisme et aspects commerciaux
À proximité immédiate du stade se trouve la boutique officielle du FC Barcelone, où sont mis en vente l'ensemble de ses produits dérivés. La boutique s'étale sur une superficie de plus de 2 000 mètres carrés[source secondaire souhaitée].
Le Camp Nou peut être l'objet de visites, payantes pour le public, socios du club exceptés. Les visiteurs empruntent un circuit dessiné au cœur de la tribune présidentielle, visitant dans un premier temps les anciens vestiaires puis la chapelle. Ils accèdent ensuite au bord du terrain dans la zone des bancs de touche, puis remontent les gradins jusqu'à l'espace présidentiel puis les cabines des commentateurs qui dominent le stade. La visite se termine par celle du musée.

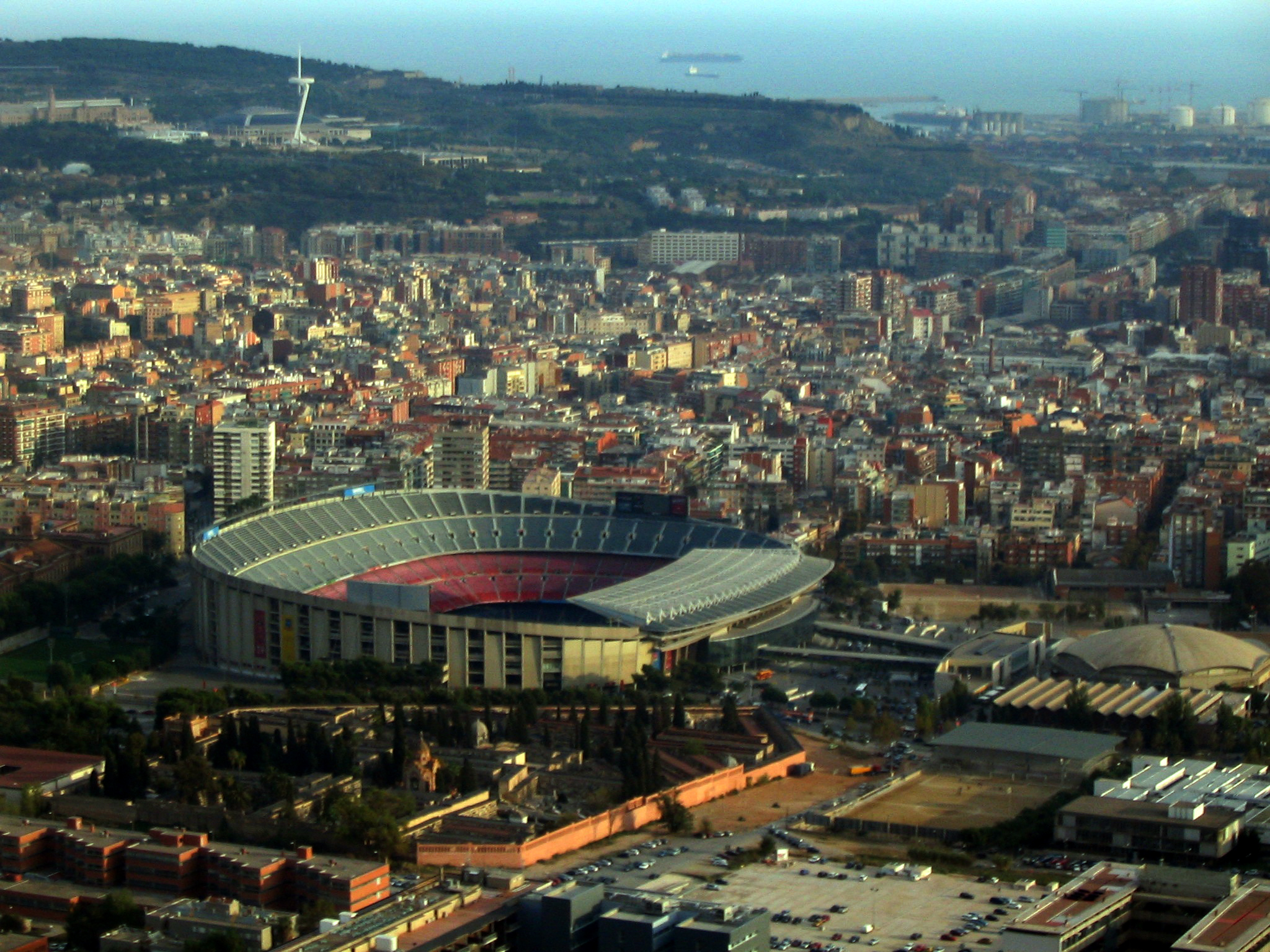
Vue aérienne du Camp Nou et du quartier de Les Corts.

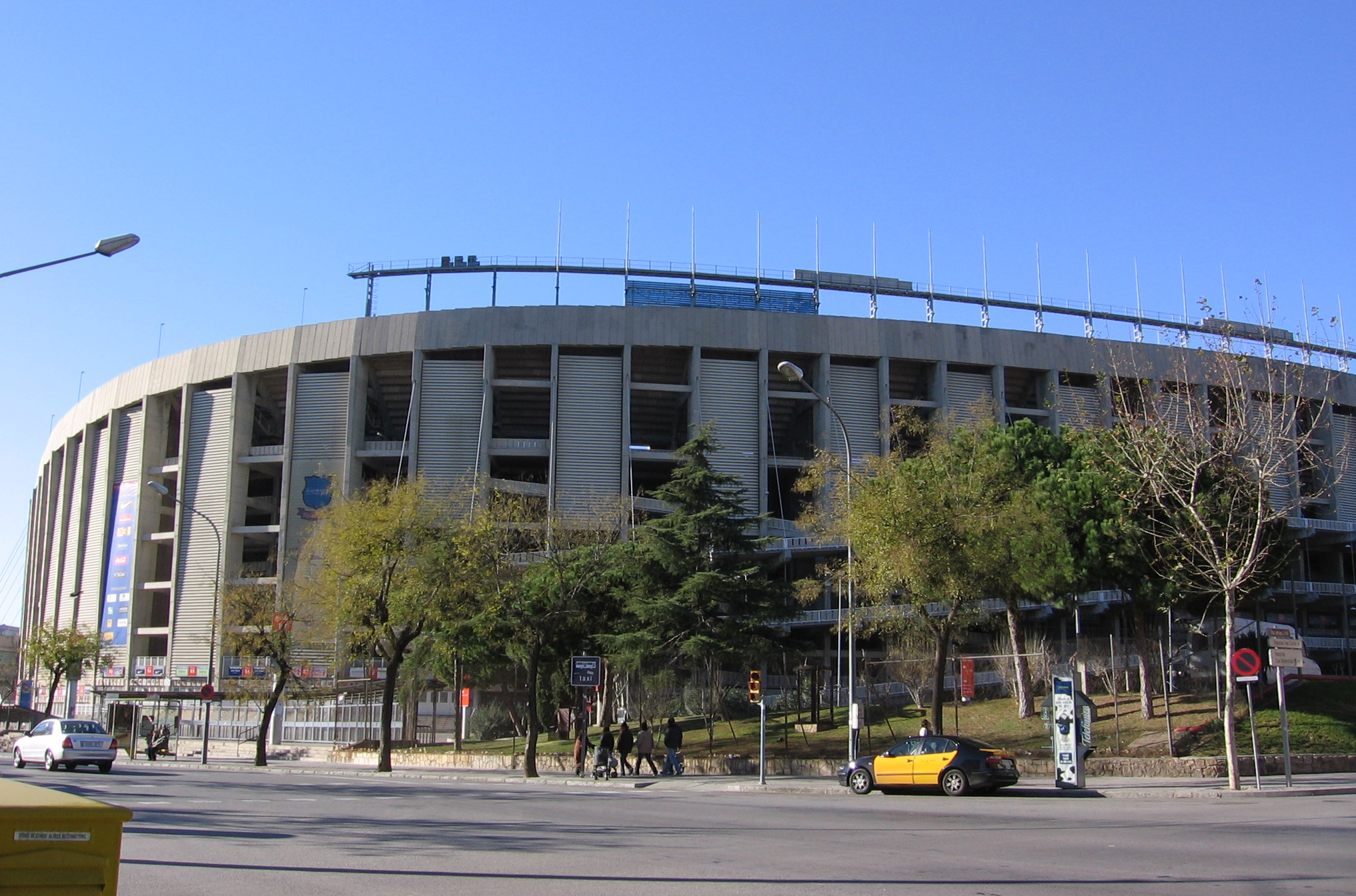
Vue du Camp Nou depuis la Travessera de Les Corts.

## Environnement
Le Camp Nou est localisé dans le quartier de Les Corts. Lors de sa création, le stade est situé en périphérie de la ville, mais celle-ci le rattrape progressivement au cours des années pour l'entourer désormais complètement. Encadré par l’Avinguda Aristides Maillol, l’Avinguda de Joan XXIII, et la Travessera de Les Corts, le Camp Nou est situé à proximité de l'une des principales artères de la ville de Barcelone, l’Avinguda Diagonal.
Monument emblématique d'un complexe qui comprend de nombreux équipements sportifs, le Camp Nou est largement desservi par les transports en commun de l'agglomération barcelonaise.

### Équipements à proximité

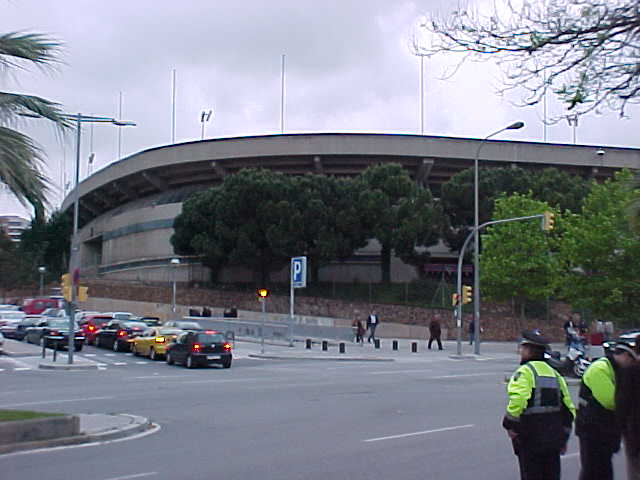
Le « Mini Estadi » vu de l'extérieur.

Le Camp Nou est entouré d'équipement utilisés par les différentes sections sportives du FC Barcelone. À quelques mètres du stade est située la salle multisports « Palau Blaugrana » où sont disputées les rencontres des sections basket-ball, handball, rink hockey et futsal. Le Palau Blaugrana a été inauguré en 1971 et a, à l'instar du Camp Nou, accueilli plusieurs épreuves des Jeux olympiques en 1992. À proximité du Camp Nou se trouve également le « Palau de Gel », également construit en 1971, une patinoire où évoluent les sections hockey sur glace et patinage artistique.
Le complexe sportif comprend également un deuxième stade consacré au football. Inauguré le 23 septembre 1982, le « Mini Estadi », possède une capacité d'accueil de 15 276 places. Depuis sa création, il accueille les matchs des équipes de jeunes et de sa réserve, le FC Barcelone Atlètic. Enfin, la Masia, centre de formation du club, est également situé à proximité du Camp Nou.

### Desserte
Le Camp Nou est desservi par plusieurs stations du métro de Barcelone, situées sur sa ligne 3 (stations Les Corts ou Maria Cristina) et sur sa ligne 5 (stations Collblanc ou Badal). L'accès au stade peut également se faire par autobus, de nombreuses lignes desservant le quartier. Un parking se trouve également à proximité du stade.

## Affluences

### Records d'affluence
Le 5 mars 1986, 120 000 personnes assistent au match entre le FC Barcelone et la Juventus (quart de finale aller de la Coupe des clubs champions).
Le 24 juin 2016, la finale du championnat de France de rugby à XV 2015-2016 se joue exceptionnellement cette saison au Camp Nou de Barcelone, Espagne un vendredi soir, car le Stade de France et les principaux stades français étant réquisitionnés pour les huitièmes de finale du Championnat d'Europe de football 2016. Elle attire 99 124 spectateurs, record mondial pour un match de rugby entre équipes de clubs.
En 2007, le nombre de spectateurs venant au Camp Nou est relativement bas. Pour enrayer ce fait, les responsables de marketing, pour leur part, essayent de convaincre les Socios, chaque fois moins nombreux à se déplacer au stade, par des campagnes publicitaires ambitieuses mais qui ne portent pas leurs fruits. Contre Getafe par exemple, une note de presse rendue publique trois jours avant le match assure que "l’objectif est que les 25 000 places qui, en moyenne, sont libres chaque match puissent être remplies pour le match contre cette équipe. La même note évalue que l’affluence moyenne tourne autour des 74 000 spectateurs par match, dont 9 000 qui achètent leur entrée par le biais du Seient Lliure. En d'autres termes, sans ce service la moyenne d'entrée serait plutôt de 65 000 spectateurs, pas que des Socios, puisqu’il faudrait déduire de ce total le nombre des entrées acquises du bloc de plus de 7 000 entrées réservées aux non abonnés du Camp Nou. Par rapport à la saison précédente, la moyenne est légèrement plus faible avec 73 218 spectateurs de moyenne, avec la perspective de finir la saison avec une moyenne très semblable, légèrement au-dessus de 73 000 spectateurs par rencontre.
Ainsi, les campagnes agressives pour libérer des sièges et les commercialiser n'ont pas augmenté la moyenne en championnat qui reste à 73 000 en 2007.
Vers les années 2010, le nombre de spectateurs ne cesse d'augmenter d'autant que la période est faste d'un point de vue sportif. Ainsi, en 2011, sur les huit premiers matchs déjà joués à domicile (toutes compétition confondues), le FC Barcelone attire 650 970 spectateurs dans son enceinte. Il n’y a pas d’équivalent en Europe. Si on compare l’affluence de ces huit matchs à celle de la Ligue 1 française, le Barça a en fait ramené autant de monde que 35 matchs du championnat de France (en comparant avec l’affluence moyenne de tous les clubs). Le Barça crée l’exploit de rassembler, 81 371 spectateurs par match à domicile sur ces huit premiers matchs. Des statistiques qui n’ont pas d’égal même dans l’histoire des Blaugrana.
Sur toute l'année, près de 79 390 spectateurs de moyenne, soit une augmentation de 2,7 % par rapport à la saison précédente, sont venus au stade, avec une affluence record de 98 255 spectateurs pour l’écrasante victoire du Barça face au Real Madrid 5-0. À titre de comparaison, l’affluence moyenne du Barça est sensiblement la même que celle cumulée de l’OM et du PSG (50979 + 48701) en France.
Il y a encore deux ans[Quand ?], les 8 premiers matchs disputés au Camp Nou attirent, au total, 90 565 spectateurs de moins qu’en 2011, ce qui représente une différence notable de 11 320 spectateurs par match. Avec l'année 2010, l’écart est moindre, mais reste tout de même conséquent. Cela représente 43 619 supporters de plus que l’an passé soit 5 453 spectateurs de différence par match.
Le 30 mars 2022, le Camp Nou bat le record mondial d'affluence pour un match de football féminin avec 91 553 spectateurs lors d'un match de Ligue des champions entre Barcelone et le Real Madrid.

### Affluence moyenne par saison
Le tableau suivant récapitule l'affluence moyenne par saison du nombre de spectateurs au Camp Nou depuis sa création lors de l'année 1957.
| Affluences moyennes | Division         | Année |
| ------------------- | ---------------- | ----- |
| 87 300              | Primera División | 1997  |
| 85 000              | Primera División | 1998  |
| 78 097              | Primera División | 2010  |
| 74 078              | Primera División | 2007  |
| 73 357              | Primera División | 2005  |

## Principaux évènements accueillis

### Tournois et matchs de foots
Outre les matchs à domicile du FC Barcelone, le stade a accueilli de nombreux autres matchs de foot.

#### Matchs du Championnat d'Europe
Le Camp Nou est, avec le Stade Santiago Bernabéu à Madrid, l'un des deux stades espagnols où se joue la phase finale du Championnat d'Europe de football 1964. Le Camp Nou accueille deux matchs : une demi-finale et le match pour la troisième place.
| Date         | Équipe 1 | Résultat | Équipe 2 | Tour                          | Affluence |
| ------------ | -------- | -------- | -------- | ----------------------------- | --------- |
| 17 juin 1964 | URSS     | 3-0      | Danemark | Demi-finale                   | 38 556    |
| 20 juin 1964 | Hongrie  | 3-1      | Danemark | Match pour la troisième place | 38 690    |

#### Matchs de Coupe du monde

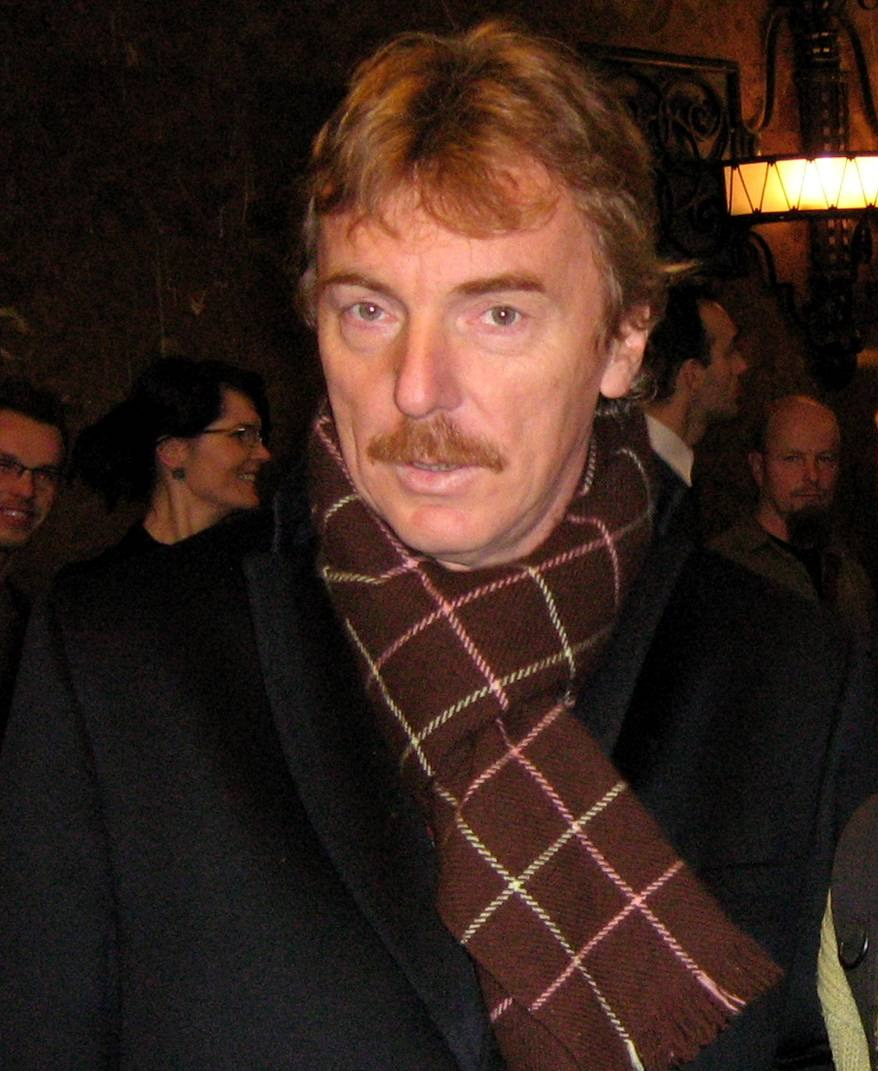
Zbigniew Boniek et la Pologne jouent à trois reprises au Camp Nou lors de la Coupe du monde 1982.

Lors de la Coupe du monde de football 1982, le stade est choisi pour accueillir la cérémonie d'ouverture et le match d'ouverture entre l'Argentine, tenante du titre, et la Belgique. Il est ensuite le site du Groupe 1 pour le deuxième tour et enfin celui de la demi-finale disputée entre l'Italie et la Pologne.
Au total, cinq matchs sont joués, et sept buts sont marqués. L'organisation de la Coupe du monde a totalisé une fréquentation de 320 000 spectateurs, soit une moyenne de 64 000 spectateurs par match.
| Date             | Équipe 1  | Résultat | Équipe 2 | Tour          | Affluence |
| ---------------- | --------- | -------- | -------- | ------------- | --------- |
| 23 juin 1982     | Argentine | 0-1      | Belgique | Premier tour  | 95 000    |
| 28 juin 1982     | Pologne   | 3-0      | Belgique | Deuxième tour | 65 000    |
| 1er juillet 1982 | Belgique  | 0-1      | URSS     | Deuxième tour | 45 000    |
| 4 juillet 1982   | Pologne   | 0-0      | URSS     | Deuxième tour | 65 000    |
| 8 juillet 1982   | Pologne   | 0-2      | Italie   | Demi-finale   | 50 000    |

#### Jeux olympiques
| Date          | Équipe 1  | Résultat | Équipe 2  | Tour             | Affluence |
| ------------- | --------- | -------- | --------- | ---------------- | --------- |
| 1er août 1992 | Pologne   | 2-0      | Qatar     | Quarts de finale | 25 000    |
| 2 août 1992   | Suède     | 1-2      | Australie | Quarts de finale | 30 000    |
| 5 août 1992   | Pologne   | 6-1      | Australie | Demi-finale      | 45 000    |
| 7 août 1992   | Australie | 0-1      | Ghana     | Petite finale    | 15 000    |
| 8 août 1992   | Pologne   | 2-3      | Espagne   | Finale           | 100 000   |

#### Ligue des champions
Le Camp Nou a accueilli à deux reprises la finale de la Coupe d'Europe des clubs champions puis de la Ligue des champions :
- 24 mai 1989, AC Milan 4-0 Steaua Bucarest (97 000 spectateurs).
- 26 mai 1999, Manchester United 2-1 Bayern Munich (90 000 spectateurs).

#### Coupe des coupes
Le Camp Nou a également accueilli à deux reprises la finale de la Coupe d'Europe des vainqueurs de Coupe. La première fois, le 24 mai 1972 les Glasgow Rangers y battent trois buts à deux le Dinamo Moscou. Ce match est l'occasion de graves incidents entre supporters des deux camps : l'édition du journal La Vanguardia de Barcelone du 26 mai donne un bilan de deux morts et 102 fans blessés, plus treize policiers blessés dont deux grièvement. La deuxième finale, se déroule le 22 mai 1982. Le FC Barcelone, qui joue donc à domicile, défait le Standard de Liège par deux buts à un.
- 24 mai 1972, Glasgow Rangers 3-2 Dinamo Moscou.
- 22 mai 1982, FC Barcelone 2-1 Standard de Liège.

#### Coupe des villes de foire
Le Camp Nou abrite à cinq reprises des matchs de finale de Coupe des villes de foire. Par quatre fois, il s'est agi de rencontres du FC Barcelone dans un format de matchs aller-retour. Une fois, le Camp Nou a été désigné comme terrain neutre pour deux équipes espagnoles.
- 1er mai 1958, FC Barcelone 6-0 Londres XI[33].
- 4 mai 1960, FC Barcelone 4-1 Birmingham City FC.
- 12 septembre 1962, FC Barcelone 1-1 Valence CF.
- 25 juin 1964, Real Saragosse 2-1 Valence CF.
- 14 septembre 1966, FC Barcelone 0-1 Real Saragosse.

#### Supercoupe d'Europe
Le Camp Nou a également été le terrain de cinq finales de la Super Coupe européenne de football, lorsque celle-ci se disputait en matchs aller-retours. Le FC Barcelone y participe à quatre reprises en tant que vainqueur de la Coupe d'Europe des vainqueurs de coupe, et en 1992 en tant que vainqueur de la Coupe d'Europe des clubs champions.
- 5 février 1980, FC Barcelone 1-1 Nottingham Forest.
- 19 janvier 1983, FC Barcelone 1-0 Aston Villa.
- 23 novembre 1989, FC Barcelone 1-1 Milan AC.
- 10 mars 1993, FC Barcelone 2-1 Werder Brême.
- 8 janvier 1998, FC Barcelone 2-0 Borussia Dortmund.

#### Finales de la Coupe d'Espagne
Le stade est également l'hôte à quatre reprises de la finale de la Coupe d'Espagne, la plupart des finales de la compétition ayant été disputées à Madrid.
- 23 juin 1963, FC Barcelone 3-1 Real Saragosse.
- 28 juin 1970, Real Madrid CF 3-1 Valence CF.
- 19 mai 2010, FC Séville 2-0 Atlético Madrid.
- 30 mai 2015, FC Barcelone 3-1 Athletic Bilbao.

#### Matchs internationaux

##### Matchs de l’équipe nationale d’Espagne
Pourtant stade ayant la plus grande capacité d'accueil du pays, le Camp Nou n'abrite qu'à cinq reprises des matchs de l'équipe nationale espagnole.
- 13 mars 1960, Espagne 3-1 Italie (amical).
- 9 janvier 1963, Espagne 0-0 France (amical).
- 30 avril 1969, Espagne 2-1 Yougoslavie (éliminatoires de la Coupe du monde).
- 26 mars 1980, Espagne 0-2 Angleterre (amical).
- 21 janvier 1987, Espagne 1-1 Pays-Bas (amical).

##### Matchs de l’équipe de Catalogne
Stade emblématique de la Catalogne, le Camp Nou est le cadre habituel des rencontres disputées par l'équipe de Catalogne, sélection non reconnue par la FIFA.
- 8 décembre 1966, Catalogne 3-3 Sélection des étrangers (15 000 spectateurs).
- 7 novembre 1968, Catalogne 2-0 CF Atlante (8 000 spectateurs), match de charité pour la Croix-Rouge.
- 9 juin 1976, Catalogne 1-1 Russie (35 000 spectateurs).
- 22 décembre 2000, Catalogne 5-0 Lituanie (47 000 spectateurs).
- 28 décembre 2001, Catalogne 1-0 Chili (57 000 spectateurs).
- 18 mai 2002, Catalogne 1-3 Brésil (96 700 spectateurs).
- 28 décembre 2002, Catalogne 2-0 Chine (63 416 spectateurs).
- 28 décembre 2003, Catalogne 4-2 Équateur (67 100 spectateurs).
- 25 mai 2004, Catalogne 2-5 Brésil (80 000 spectateurs).
- 29 décembre 2004, Catalogne 0-3 Argentine (65 320 spectateurs).
- 28 décembre 2005, Catalogne 1-1 Paraguay (32 300 spectateurs).
- 8 octobre 2006, Catalogne 2-2 Pays basque (56 354 spectateurs).
- 24 mai 2008, Catalogne 0-1 Argentine (42 380 spectateurs).
- 28 décembre 2008, Catalogne 2-1 Colombie (29 300 spectateurs).
- 22 décembre 2009, Catalogne 4-2 Argentine (53 000 spectateurs)

### Matchs de rugby
Le Camp Nou a accueilli plusieurs matchs de rugby à XV, comme la finale du Top 14 en 2016 entre le Racing 92 et le RC Toulon, ou de rugby à XIII, comme le match entre les Dragons catalans et les Wigan Warriors dans le cadre de la Super League.

### Événements sociaux et musicaux
Cette section ne s'appuie pas, ou pas assez, sur des sources secondaires ou tertiaires indépendantes du sujet. Le texte peut contenir des analyses inexactes ou inédites de sources primaires.
Pour l'améliorer, ajoutez-en, ou placez des modèles {{Source secondaire souhaitée}} ou {{Source secondaire nécessaire}} sur les passages mal sourcés. (octobre 2022)
Le stade a également été le cadre d'événements non-sportifs :
- 7 novembre 1982, visite du pape Jean-Paul II.
- 7 juillet 1985, concert de Lluís Llach.
- juillet 1988, concert de Frank Sinatra.
- 3 août 1988, concert de Bruce Springsteen.

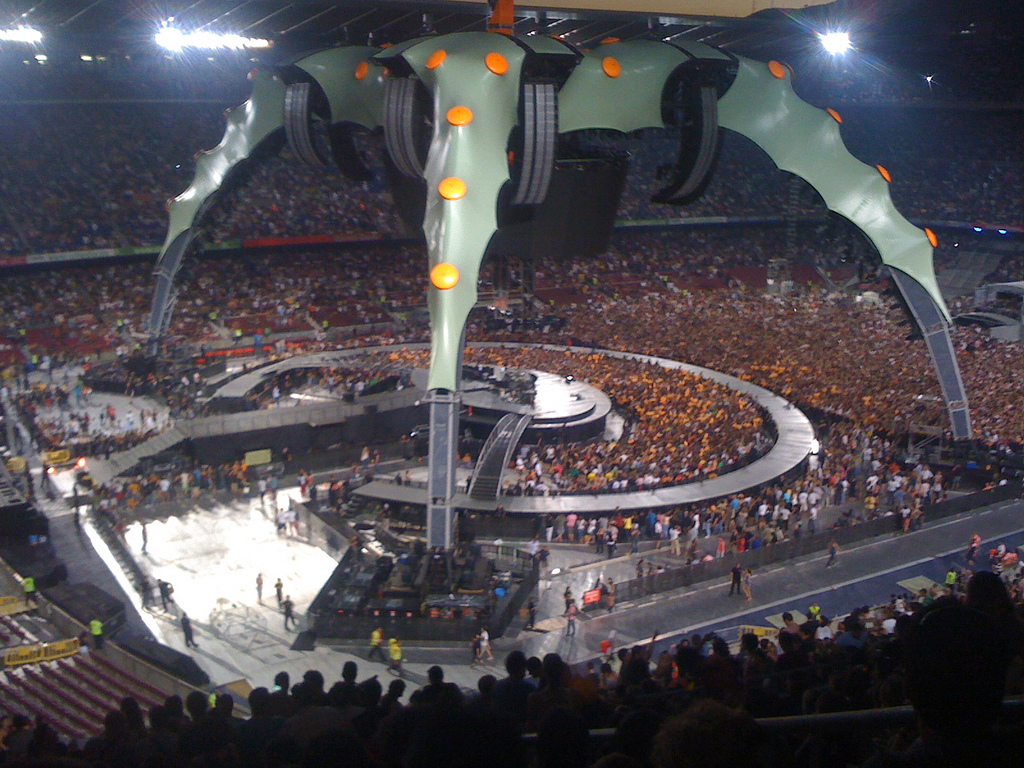
Concert du groupe U2 au Camp Nou en juin 2009.

- 9 août 1988, concert de Michael Jackson lors de son Bad World Tour devant 90 000 spectateurs.
- 8 septembre 1988, concert de Julio Iglesias.
- 10 septembre 1988, concert pour les droits humains organisé par Amnesty International avec notamment Bruce Springsteen, Sting, Peter Gabriel, Youssou N'Dour et Tracy Chapman.
- 13 juin 1997, concert des « Trois Ténors » : José Carreras, Plácido Domingo et Luciano Pavarotti.
- 1er octobre 1999, concert de José Carreras, en honneur du centenaire du FC Barcelone.
- 7 août 2005, concert de U2.
- 10 juin 2008, concert de Kiss pour leur Alive 35 tour.
- 19 et 20 juillet 2008, concerts de Bruce Springsteen.
- 30 juin et 2 juillet 2009, concerts de U2.

...